# Музей образотворчих мистецтв (Будапешт)
Музей образотворчих мистецтв у Будапешті — центральний музей Угорщини, що демонструє історію мистецтв країн Західної Європи з часів Давнього Єгипту, Давньої Греції до сьогодення. Розташований в столиці країни, місті Будапешт. Музей було засновано за так званим «Законом Тисячолітньої річниці» у 1896 році. А з 1906 року його відкрили для відвідин публіки. Але музею передувала цікава і довга історія.

## Трохи історії

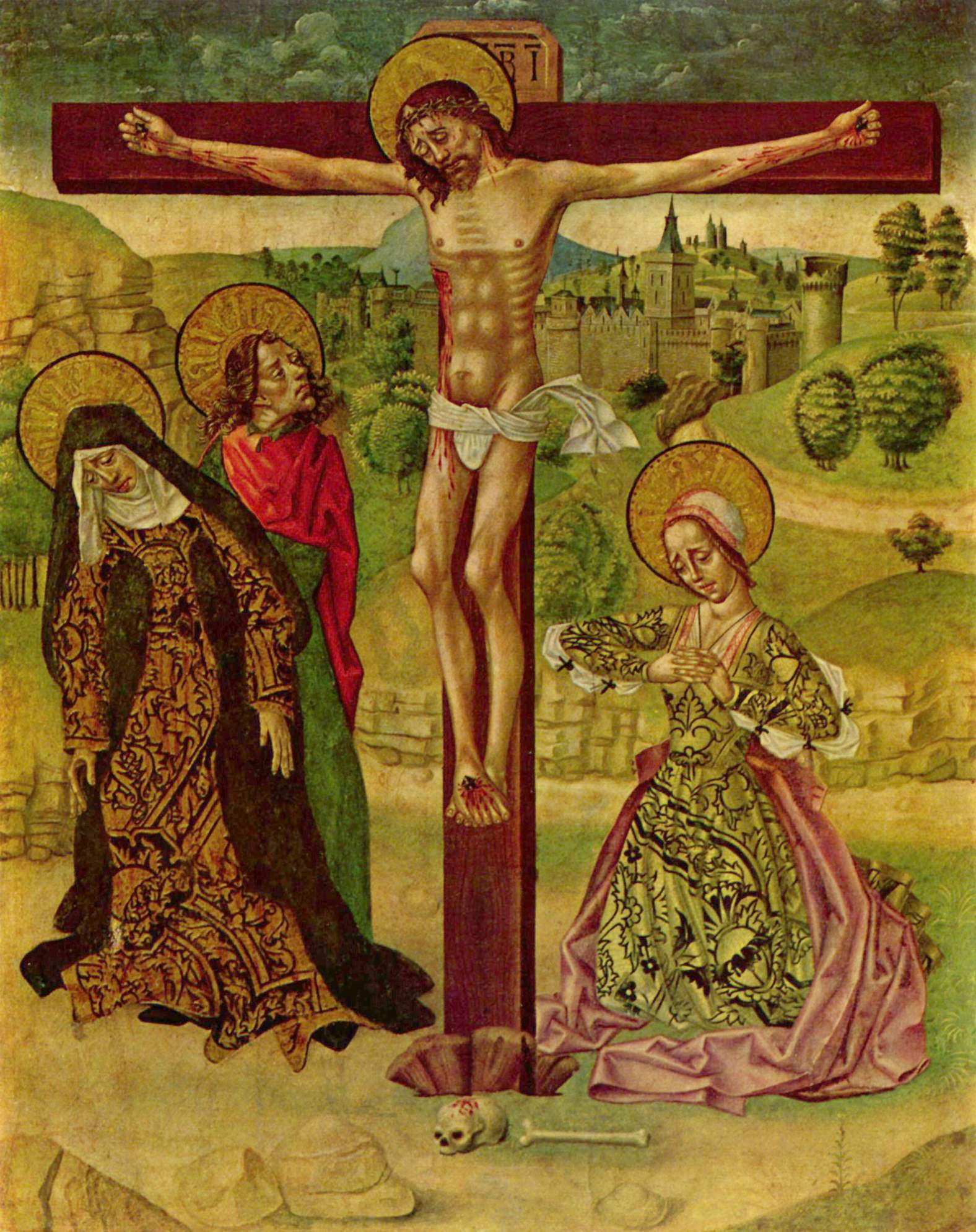
Невідомий майстер з Іспанії, Розп'яття

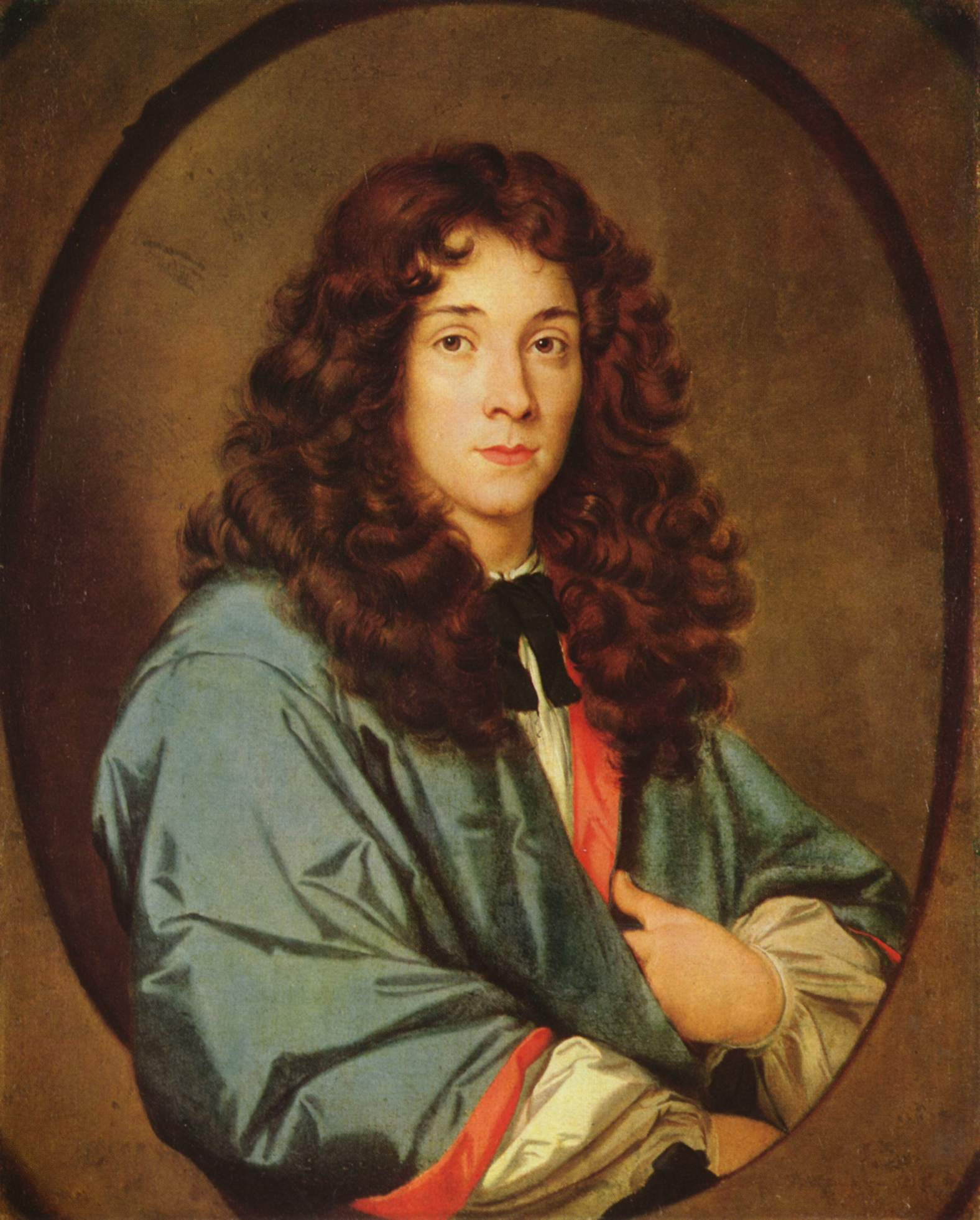
Анонім середини 17 ст, Франція. Портрет юнака із шляхетної родини, 1650 р. Музей образотворчих мистецтв (Будапешт).

За понад тисячолітню історію держави Угорщина вона пройшла скрізь усі мистецькі течії Європи. В країні є пам'ятки античності, ранішнього і пізнього Середньовіччя, романської доби і готики, бароко, класицизму, історичних стилів 19 століття (неоготика будівлі Парламенту в столиці тощо).
Яскравий слід в історії і мистецтві залишила доба угорського Відродження, що розвивалося під сильним впливом Відродження Італії. А деякі з уславлених майстрів Італії працювали в Угорщині (Мазоліно, товариш самого Мазаччо, Сандро Боттічеллі та ін.) Трагічна історія країни не сприяла збереженню пам'яток угорського Відродження, які цілеспрямовано знищувались або десятиліттями вивозилися за кордон. Уславлена бібліотека Корвініана, що завдячує своїм виникненням королю Матьяшу Хуняді (1443–1490) доби угорського Відродження, розпорошена нині по тринадцяти різних
країнах. Бо з 1526 року королівське місто Буду захопили вояки Османської імперії, що оселилися там.
Угорець за походженням Штефан (Стефан) Баторій увійшов в історію як король Польщі.
Навіть назва столиці штучно створена. Колись на цьому місті існували два невеликих поселення - Пешт і Буда (в останній знаходилась королівська резиденція). Саме вони після об'єднання і дали назву Будапешт. Серед європейських країн Угорське королівство зазнало османської навали і деякий час (150 років) належала Османській імперії. Свідком тих часів є декілька мечетей у різних містах країни (в місті Печ на півдні та ін.). Саме в місті Печ Лайош Великий у 1367 році заснував академію (тобто університет).
Після звільнення від Османської імперії у 1686 році країна входила до складу Австрійської монархії. У 19 ст. Угорське королівство пережила могутній національно-визвольний рух і процес самоусвідомлення нації. У 20 ст. після 2-ї світової війни примусово приєднана до соціалістичного табору на чолі з СРСР. Після розпаду СРСР і розвалу соц. табору отримала незалежність.

### Головні відділи музею

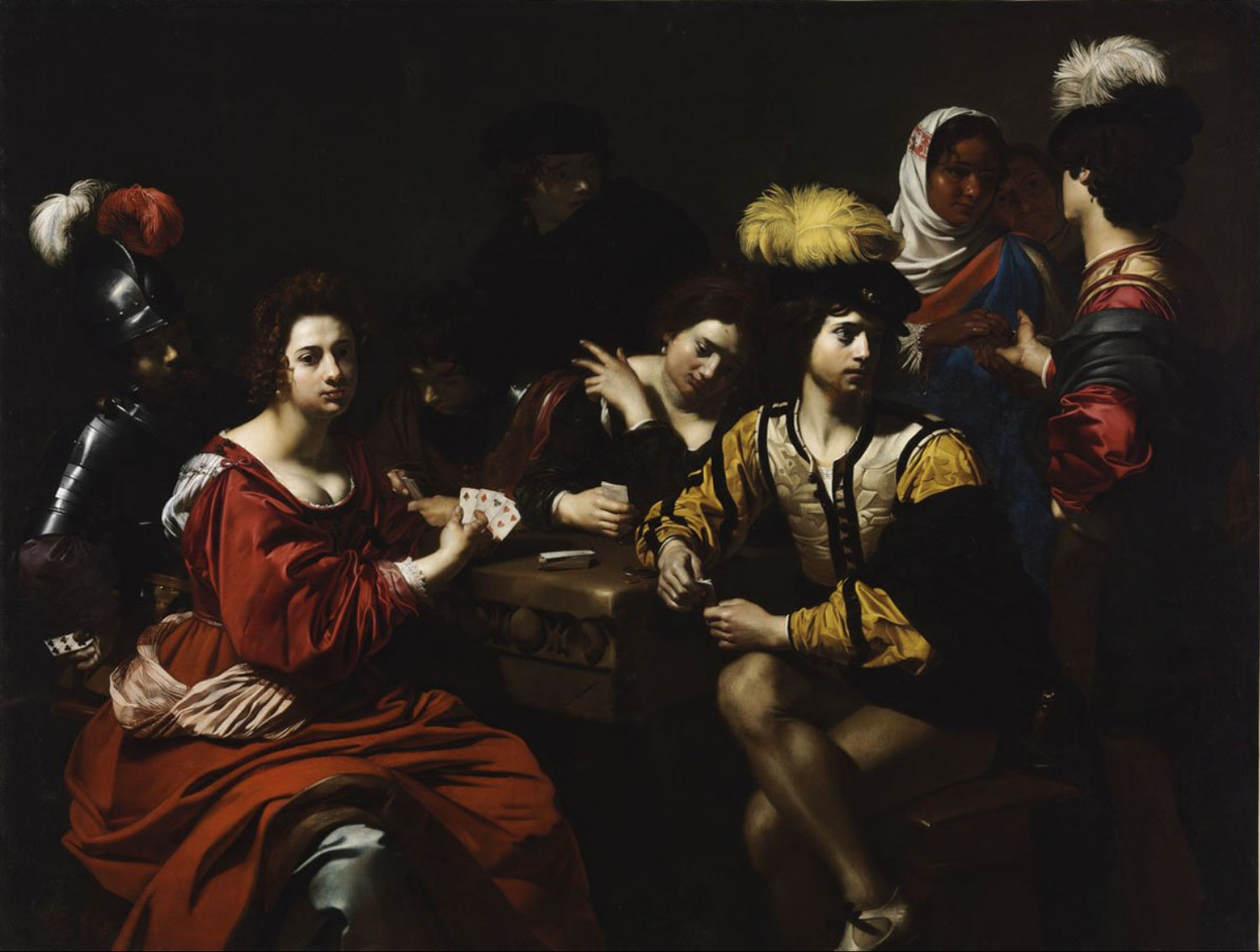
Ніколо Реньєрі. «Картярі і ворожка»

- Картинна галерея (галерея живопису старих майстрів)
- Відділ майстрів Європи нового часу
- Відділ скульптури (галерея старої скульптури)
- Відділ скульптур європейських майстрів нового часу (19-20 століть)
- Античний відділ
- Відділ Давнього Єгипту
- Відділ графіки (малюнки і гравюри)
- Бібліотека Музею образотворчих мистецтв
- Архів художніх документів і реліквій
- Фототека (більше 60 000 негативів).

### Бібліотека й архів
Це дуже важливі відділи кожного музею. Адже книги і архіви довгий час були головним джерелом інформації. У 20 ст. бібліотека нараховувала більш ніж 40 000 книг і періодичних видань з мистецтва, що є значним для невеличкої за розмірами Угорщини.

### Відділ графіки. Малюнки і гравюри.
Колекція відділу нараховує близько 10 000 малюнків і 100 000 гравюр.

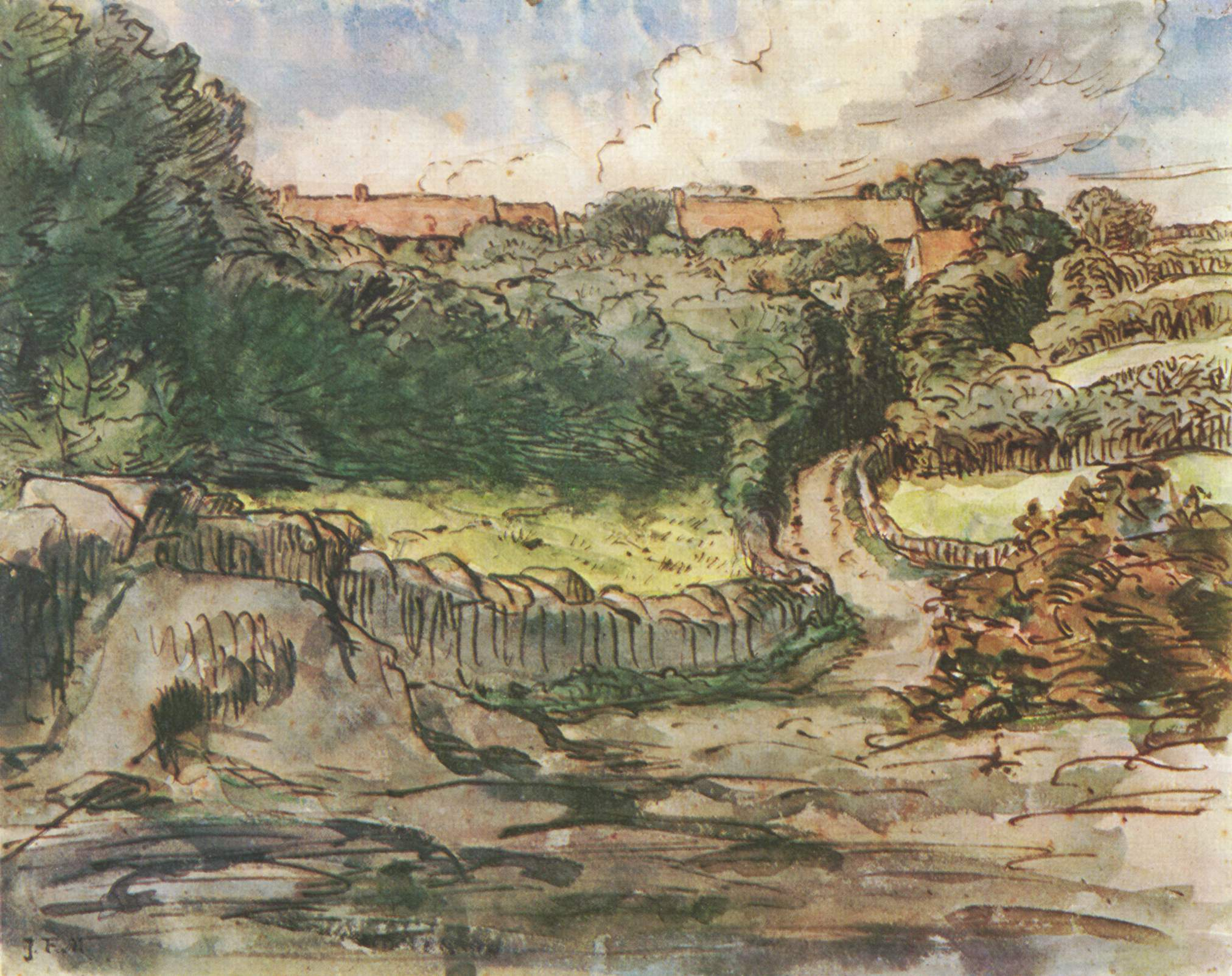
Малюнок Франсуа Міллє до картини «Ферма в Гревілі»
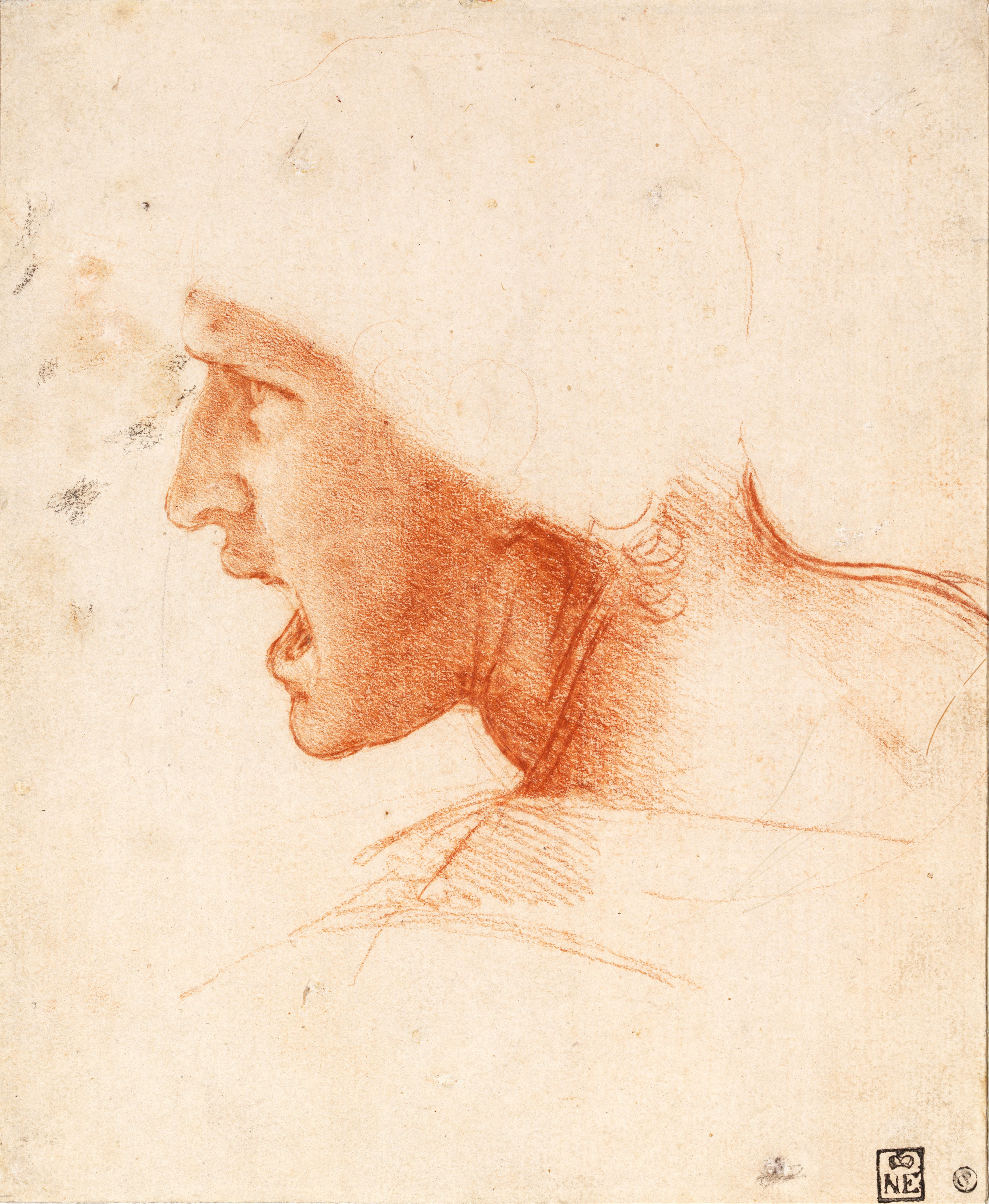
Малюнок Леонардо, голова молодого солдата
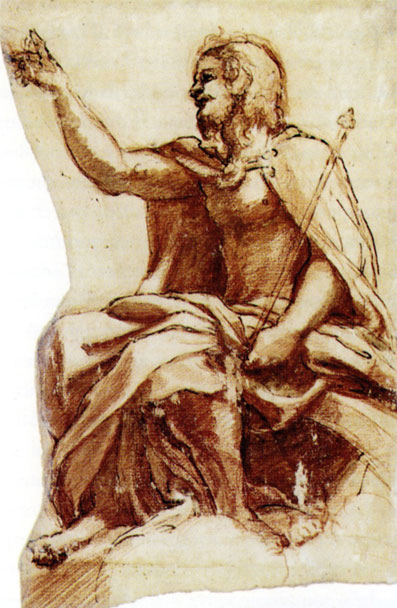
Корреджо, фігура до «Коронування Богородиці», 1521 р.
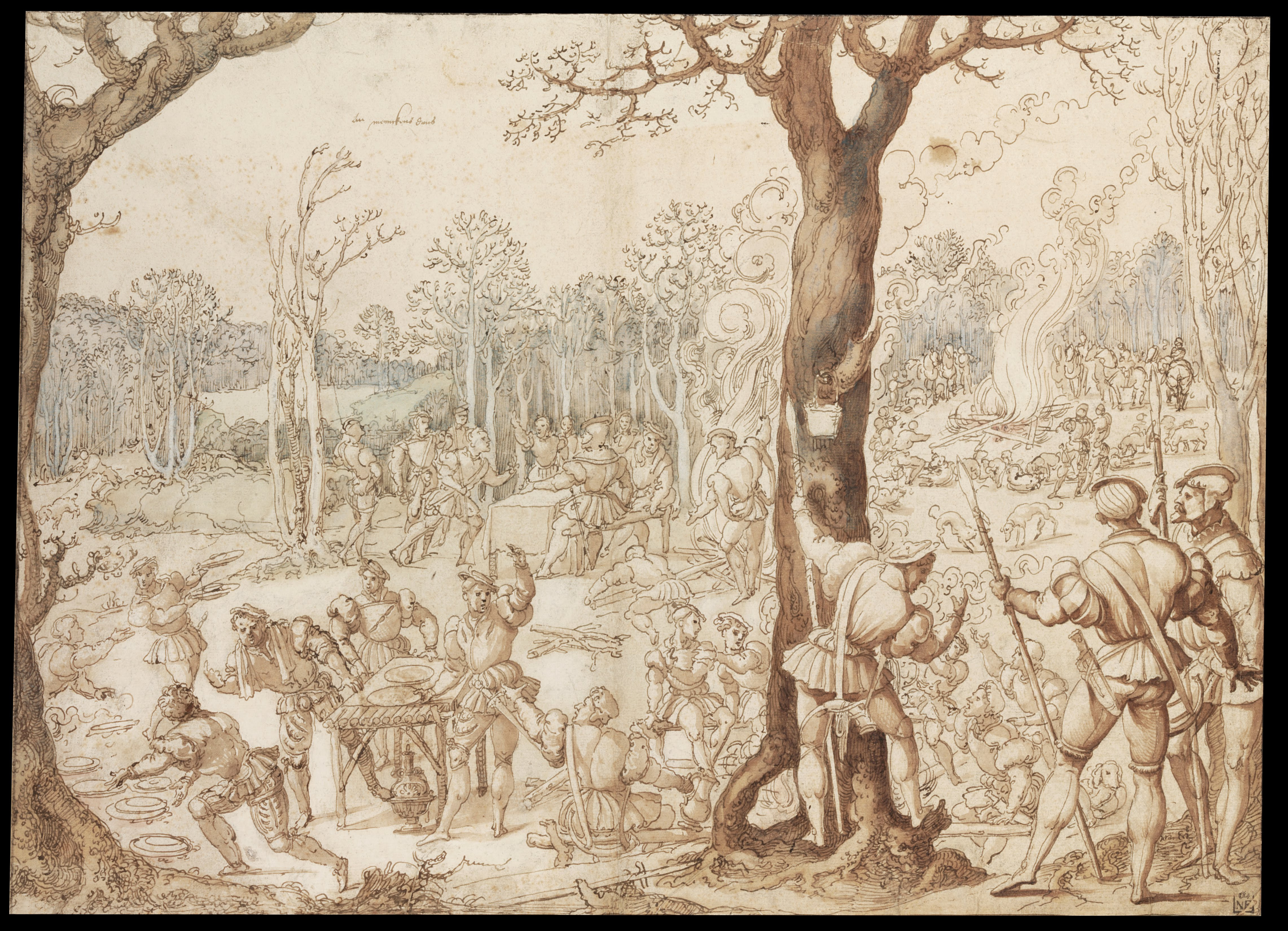
Барент ван Орлі, «Табір ланскнехтів», бл. 1488 р.
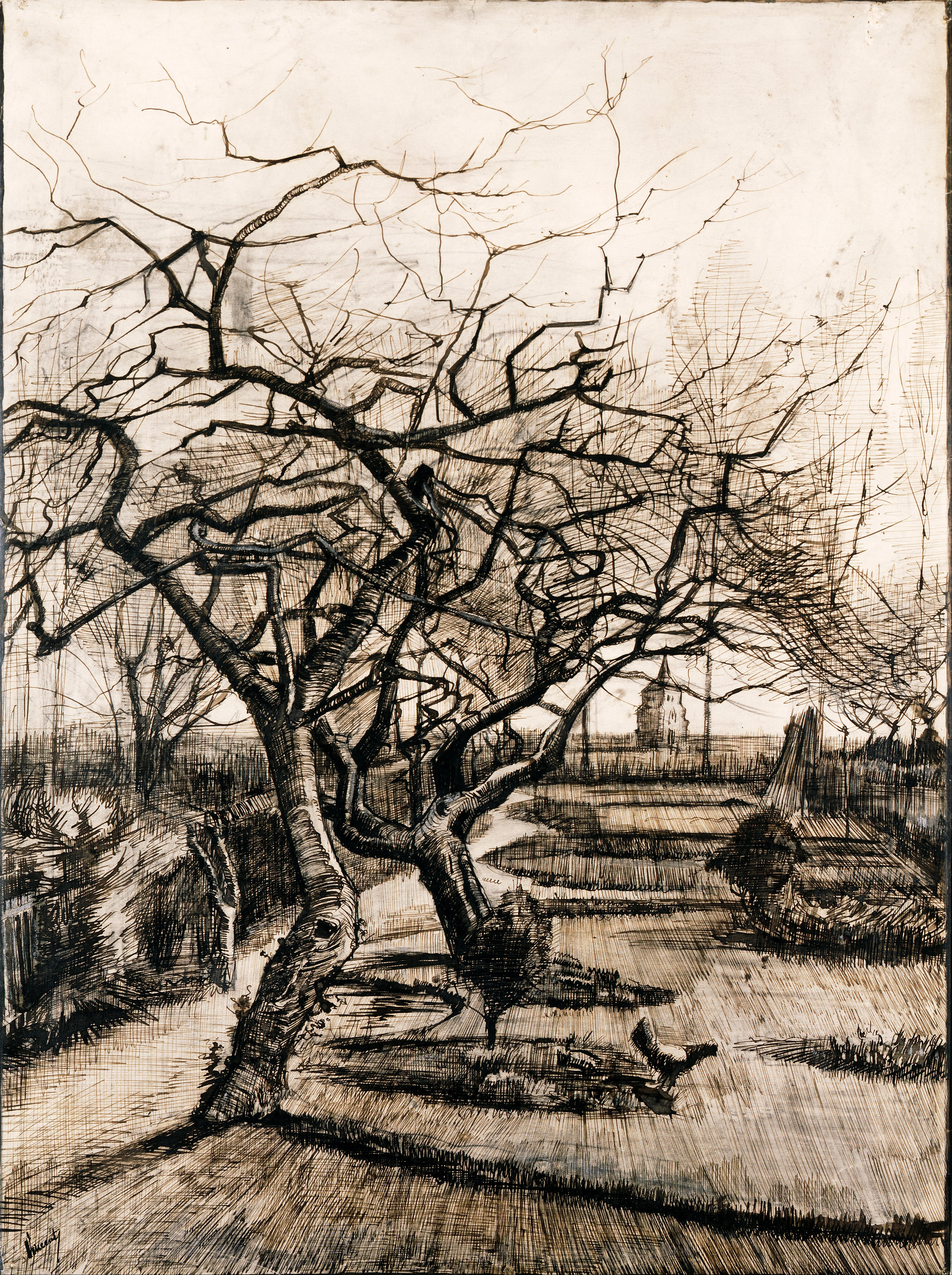
Вінсент ван Гог. «Садок пастора в Нюенені взимку», 1884 р.

Малюнки Музею образотворчих мистецтв Будапешта мають всесвітнє значення. Досить багатий матеріал майстрів 16 століття, серед яких - Рафаель Санті, Корреджо, Веронезе, Тінторетто, Парміджаніно, брати Караччі. Майстри Німеччини репрезентовані малюнками Альбрехта Дюрера, Фейта Штоса, Ганса Бальдунга Гріна, Лукаса Кранаха Старшого, Альтдорфера.
Так, в музеї нема живопису Леонардо да Вінчі. Але вдала і цілеспрямована політика закупівель дала змогу придбати для музею три малюнки Леонардо. 11 малюнків належать Рембрандту. Серед майстрів 19 століття музей має оригінали малюнків скульптора з Франції Огюста Родена, Ежена Делакруа, Оноре Домьє, Едуарда Мане, Франсуа Мілле, Едгара Дега, Тулуз-Лотрека, Поля Гогена, Майоля, Ван Гога і Пікассо.
В основі відділу графіки три великі збірки - герцога Міклоша Естергазі (3 500 малюнків і 51 300 гравюр на 1870 рік-рік придбання збірки), колекція художника Іштвана Делхаса (майже 2 700 малюнків і 14 500 гравюр), колекція Пала Майовскі, що прийшла в музей за заповітом у 1935 р. До того ж музей постійно купує графічні твори в культурних центрах Європи. В Будапешті майже повний комплект гравюр Дюрера, Рембрандта, Гойї.

### Відділ Стародавнього Єгипту
Він має довгу історію. Поодинокі зразки в країні були давно. Свою колекцію єгипетських старожитностей мав ще їх Національний музей. Якість і кількість колекції була значно підвищена на початку 20 ст. Угорець Фюльоп Бак частково профінансував розкопки в районі Середнього Єгипту. На подяку країна отримала дерев'яні саркофаги доби Стародавнього Риму і Птолемеїв, кам'яні рельєфи та ін.
Під час 2-ї світової війни експонати не зберегли від руйнації.
Збагатив відділ Єгипту в повоєнні роки заповіт настоятеля монастиря в Зірці Боніфація Платца, що збирав єгипетські старожитності. З 1962 року це самостійний відділ, що нараховує більш ніж 2 500 експонатів, реставрованих і наново придбаних.

### Античний відділ
Античність (мистецьке і культурне надбання Греції і Риму) лежить підмурками всієї культури Європи. В Будапешті представлені скульптури (так звана - «Будапештська танцівниця»), античні теракоти, вази (в тому числі вазописця Андокіда), золоті прикраси, давньоримські мармурові портрети, гліптика.

### Галерея стародавньої скульптури
Цю галерею можна розглядати як логічне продовження скульптури античної доби. Бо мірилом майстерності скульпторів довгий час було їх засвоєння заповітів античних майстрів. Твори охоплюють період від 11 століття до сьогодення. Серед першокласних зразків - рельєф 11 ст. на кістці «Бог-отець створює птахів і риб» з собору в Салєрно (Італія), твори скульпторів Італії - Дезідеріо да Сєттіньяно, майстерні делла Роббіа, Андреа Вероккіо, вчителя Сандро Боттічеллі і Леонардо да Вінчі. Майстерні Леонардо належить таємнича скульптурка вершника з мечем.
Австрійське бароко репрезентують металеві скульптурки відомого майстра Георга Доннера (1693–1742).

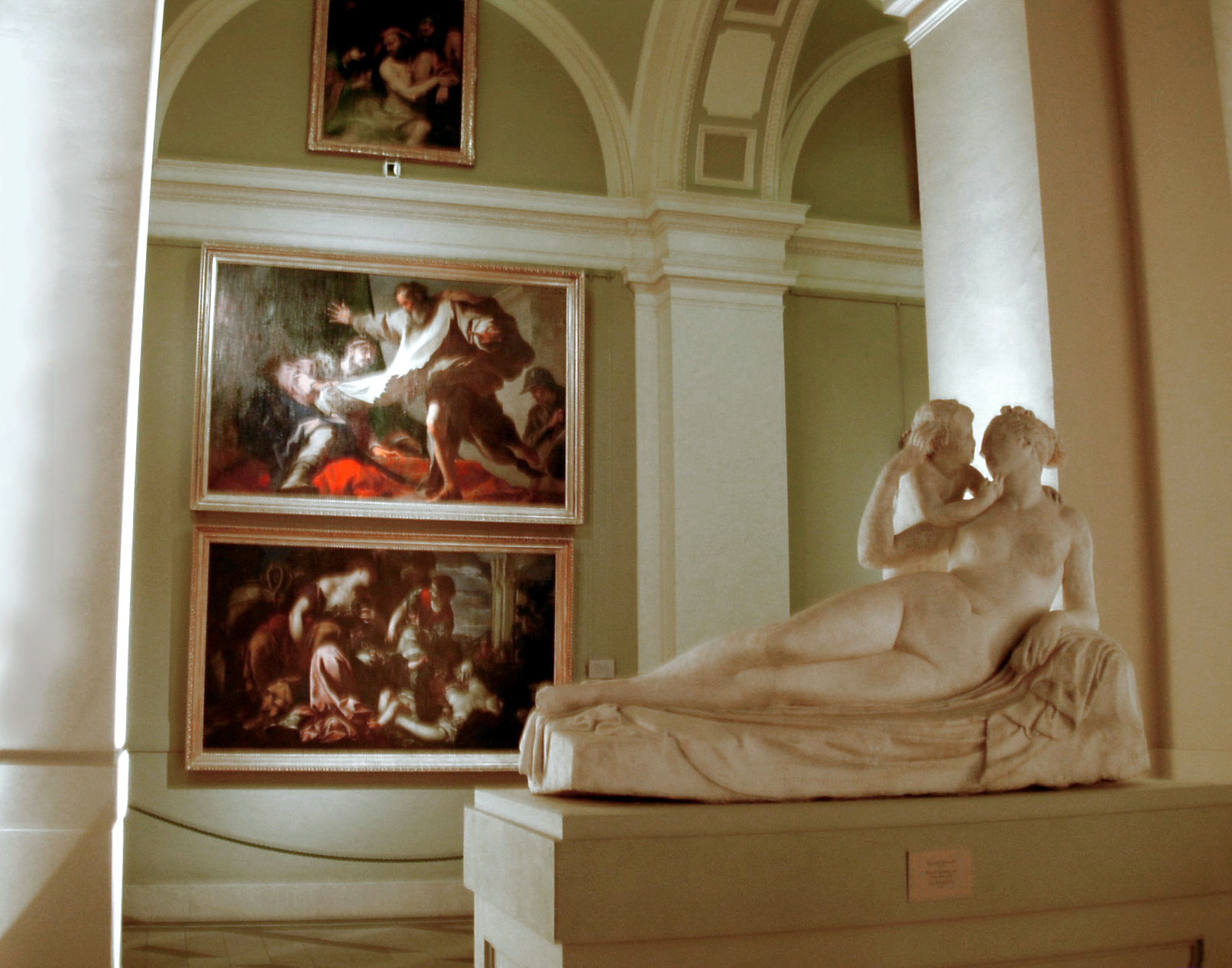
Скульптура «Венера і Амур»
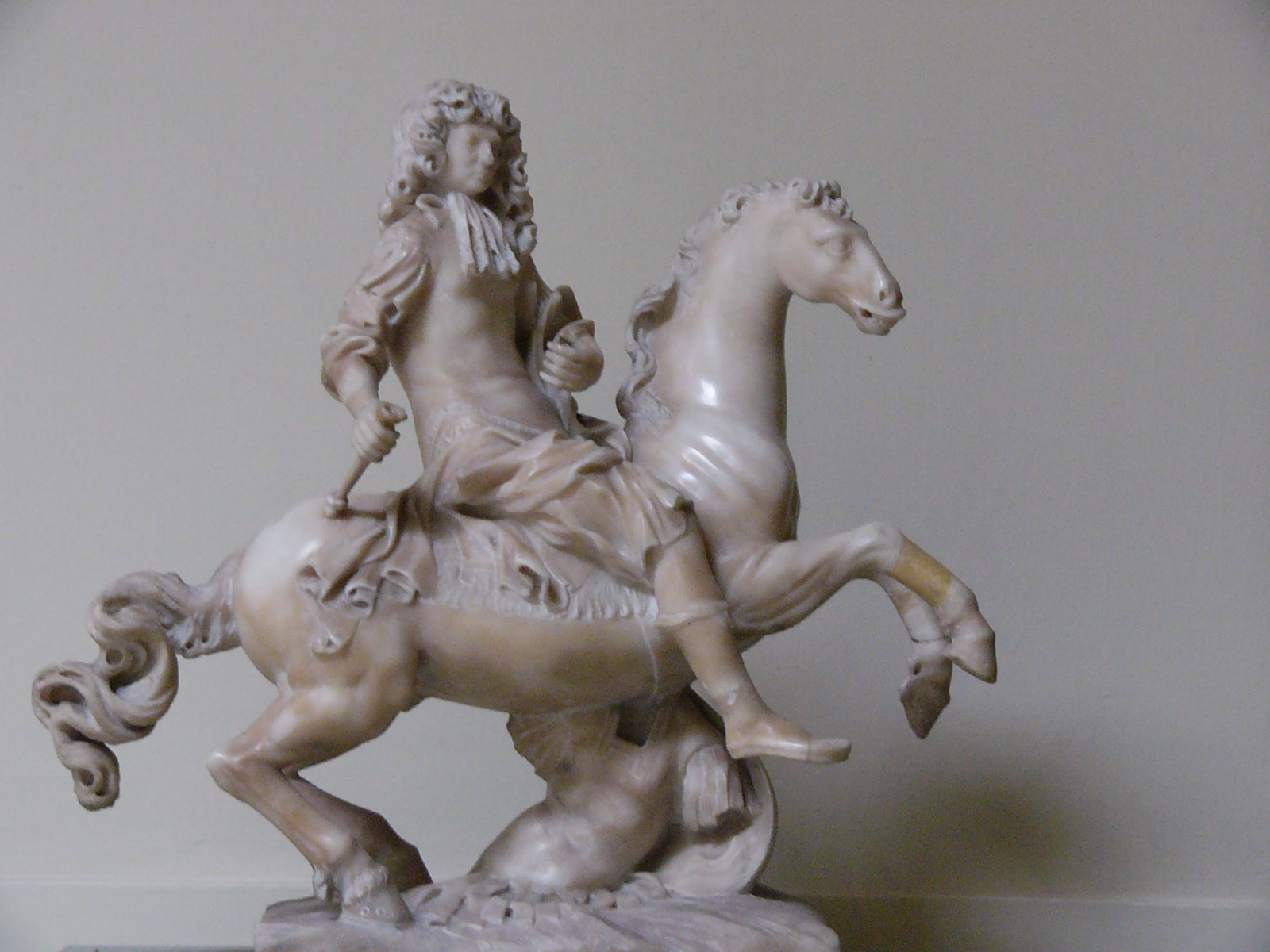
Ск. Джузеппе Вольпіні (Giuseppe Volpini). «Курфюрст Максиміліан Эммануїл II фон Байєрн», (1662–1726). Мармур, 1729 р., доба бароко

### Відділ скульптур європейських майстрів 19-20 століть
Відділ невеликий, але автономний. Заслуговують уваги скульптури Франції, Бельгії. Серед французьких майстрів-Жан Карпо теракота «Весна», Роден («Бронзова доба, «Танок сірен» та ін.), Арістид Майоль, Шарль Деспіо.
Бельгійські майстри - це декілька імен від Поля Дюбуа і Жюля Лаге до уславленого Константена Меньє - («Вантажник», «Шахтар на коні» та ін.)
Скульптор - абстракціоніст Андре Блок подарував музею свій скульптурний об'єкт з чорного і білого мармуру.

### Відділ художників Європи нового часу.
Новий час - велика умовність. Але 19 століття в Будапешті представляють декілька всесвітньо відомих імен - Каміль Коро «Спогади про Курбон», етюд Ежена Делакруа, Клод Моне «Човни на березі», ліричний Каміль Піссарро, суворо-тривожний «Портрет дами з віялом (Жанни Дюваль)» (художник Едуар Мане).

### Галерея старого живопису. Історія формування.

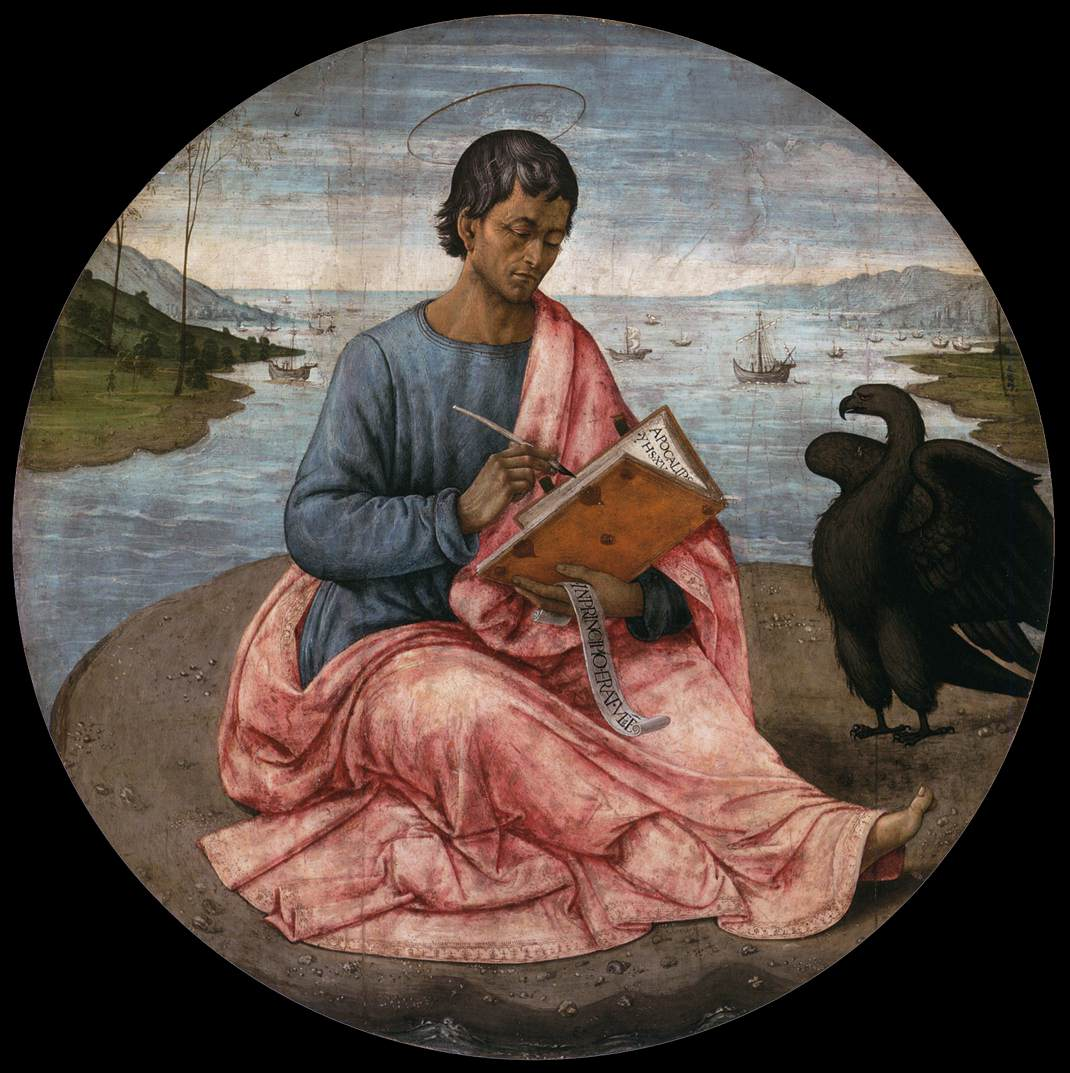
Доменіко Гірляндайо, «Іван Богослов на острові Патмос», тондо, до 1485 року.

Ще більша умовність-старий живопис і найбільш несправедлива назва «старі майстри». Цей відділ - візитівка Угорщини і Будапешту в Європі і світі. В основі - збірка герцога Естергазі, дарунки і заповіти добродіїв і патріотів Угорщини, цілеспрямовані закупівлі директорів Музею образотворчих мистецтв. Діяльність кожного-приклад патріотизму, людяності, доброчинності, клопотання про майбутнє культури країни.

### Колекція Міклоша Янковича
Угорський уряд у 1832 р. придбав приватну збірку Міклоша Янковича, де переважали твори 15-16 століть. Колекція принесла «Майстра серії Страстей Христових», полотно сина Тьєполо «Бог-Отець» та рідкісний твір майстра з Валенсії - «Майстра з Алсіри», що започаткувало всесвітньо відому колекцію живопису іспанських майстрів в Будапешті.

### Геній-колекціонер Піркер

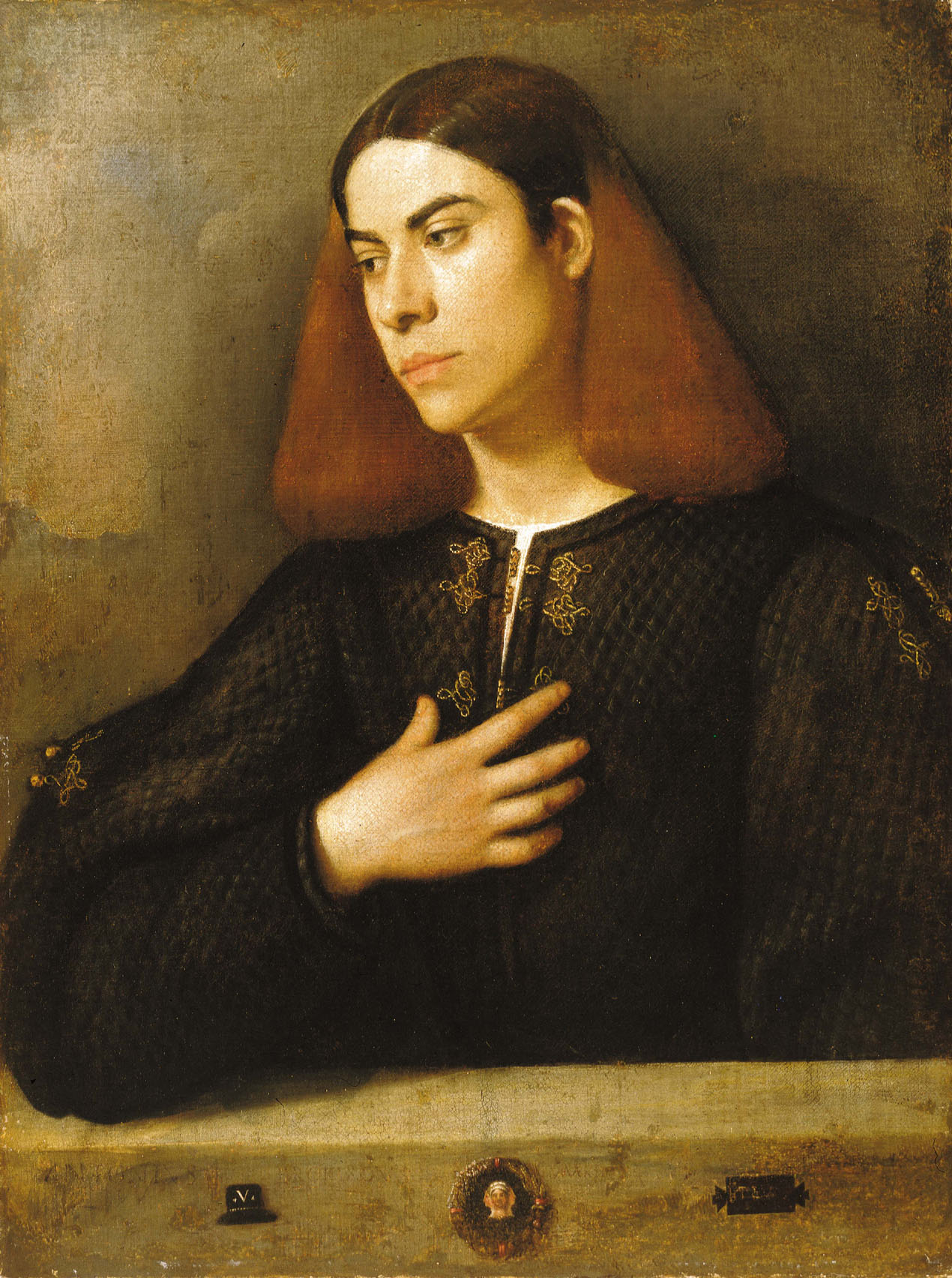
Джорджоне (можливо портрет Антоніо Броккардо)

1836 роком датований дар Ласло Яноша Піркера, що налічував 190 картин. Сама по собі ця колекція прикрасила б кожний музей і кожну країну, такою винятково значущою вона була і залишилась і понині. Піркер - надзвичайно чутливий колекціонер, священник, був патріархом в Венеції, де купував картини італійських майстрів. Його перевели з Венеції в угорський релігійний центр Естергом, куди той перевіз і свою збірку. Завдяки Піркеру Угорщина отримала ведути художників Марієскі, Гварді, Белотто, «Богоматір зі святими» Тьєполо, «Портрет королеви Кіпру Катерини Корнаро» Джентілє Белліні, старшого брата відомого Джованні Белліні, «Святу родину зі святою» Вінченцо Катени. Якби Ласло Янош Піркер подарував тільки один портрет зі своєї збірки, його пам'ятали б століттями, бо то був надзвичайний портрет. Мова йде про «Портрет невідомого (можливо поет Антоніо Броккардо)» пензля Джорджоне, бо це вершина серед портретів Італійського Високого Відродження, світове надбання.
Канонік Арнольд Іпойї подарував декілька картин італійських майстрів, що тільки розширило коло італійських майстрів в музеї і доповнило збірку Піркера («Мадонна» Амброджо Лоренцетті, Спінелло Аретіно та ін.) та збірку герцога Естергазі.

### Портрети-шедеври
Якість збірки портретного жанру може вразити кого завгодно. Адже тут є не тільки рідкісний Джорджоне, а й Бернард ван Орлей (король Карло V), Тіціан, Тінторетто, Рафаель, Франс Халс, Ян Вермер з Делфту, Гойя, Едуар Мане… Навіть другорядні за значенням Романіно репрезеновані своїми шедеврами - «Портретом Латтанціо Гамбара», як і Себастьяно дель Пьомбо - «Портретом невідомого».

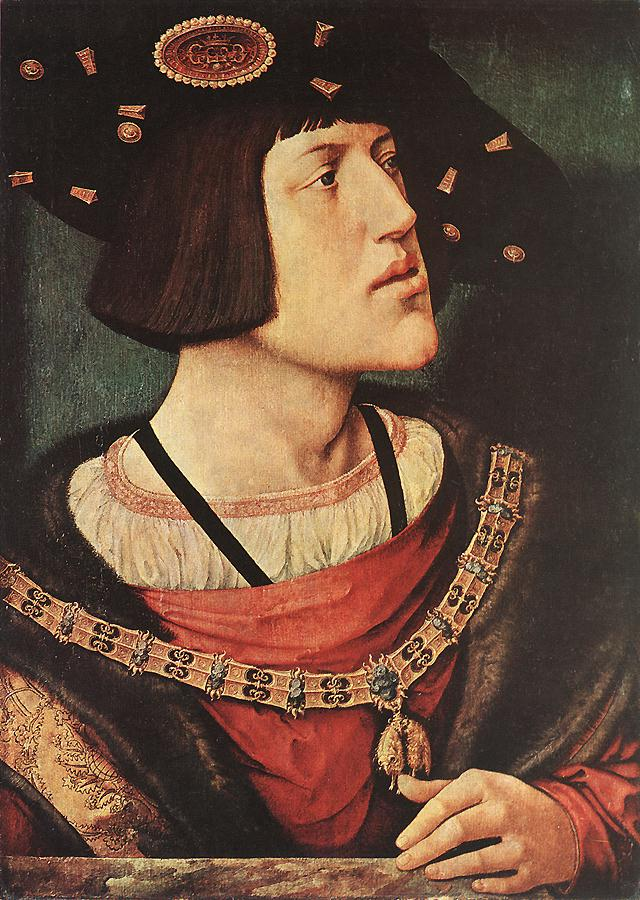
Бернард ван Орлей, портрет молодого Карла V, короля Іспанії
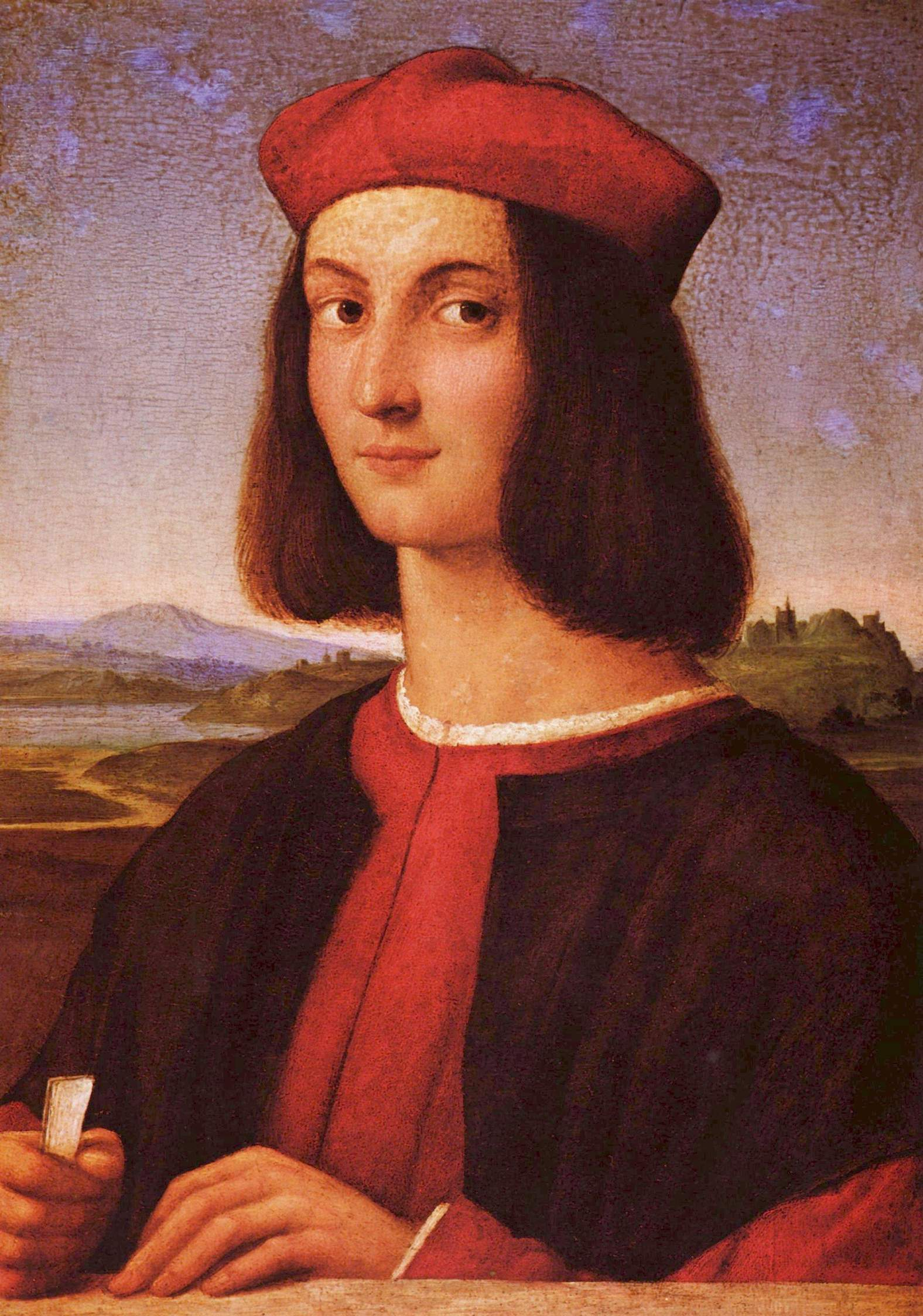
Рафаель, портрет юнака
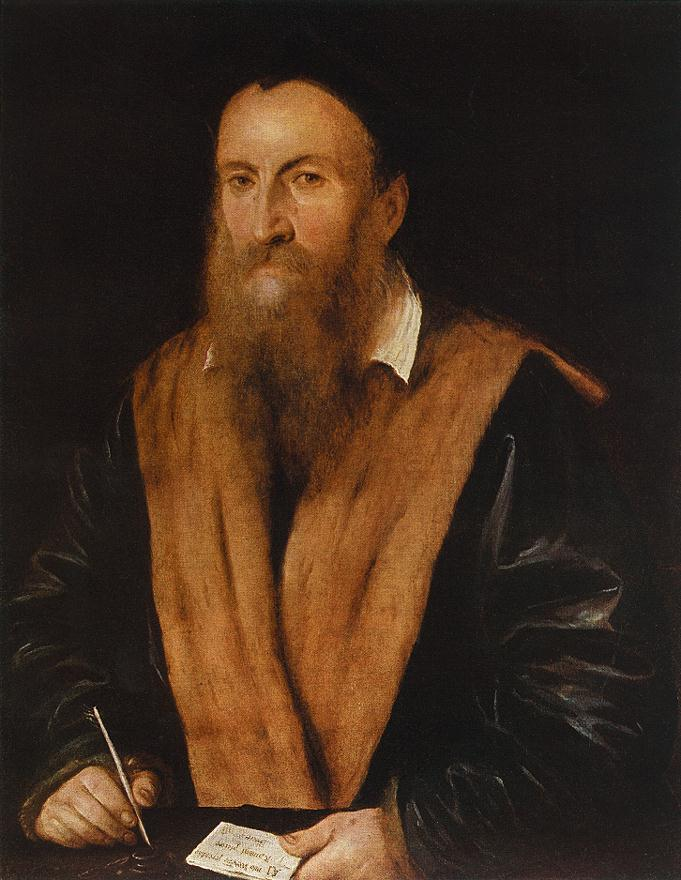
Романіно, портрет Латтанціо Гамбара
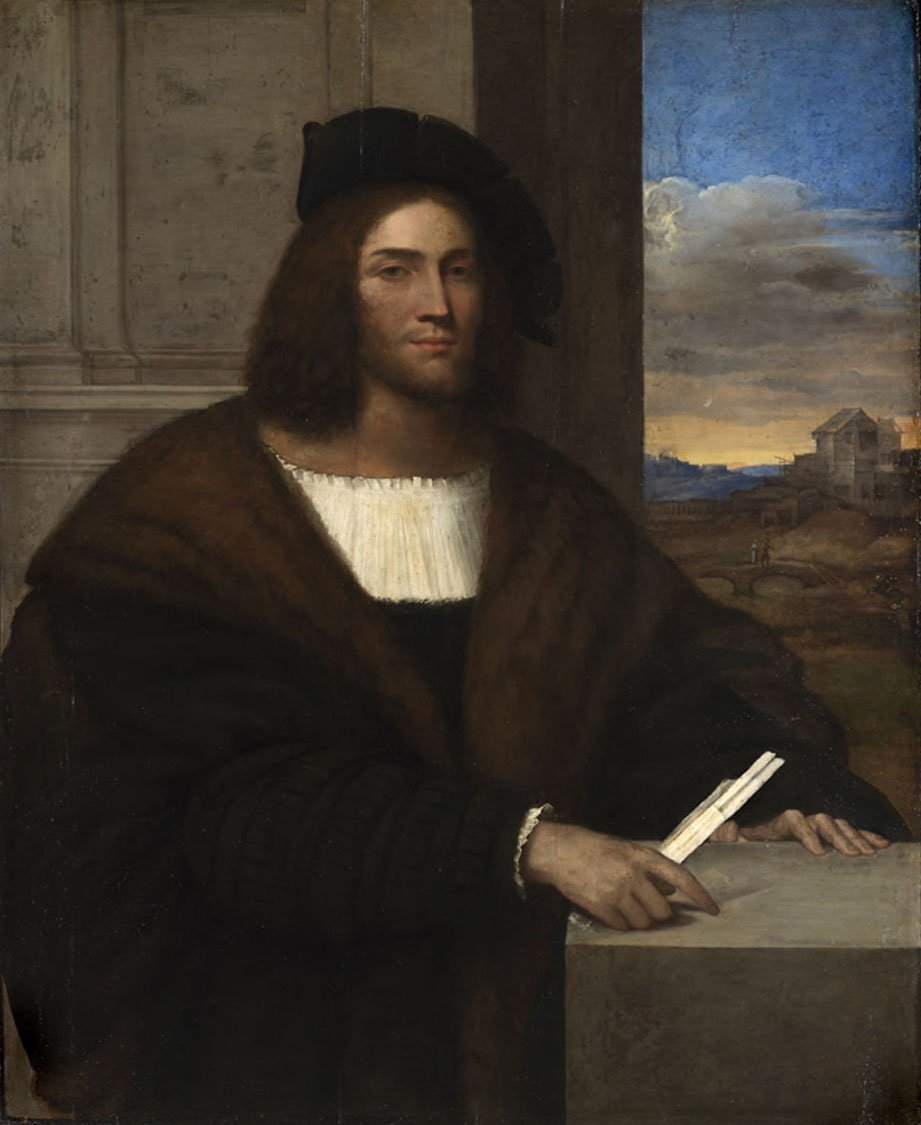
Себастьяно дель Пьомбо, портрет невідомого

### Живопис з Пожоньського палацу.
Цікавою була і колекція живопису в Пожоньському палаці, що належав імператорам династії австрійських Габсбургів. Колекцію перевезли з Пожоні в Буду і вона стала власністю спочатку угорського Національного музею, а потім нового Музею образотворчих мистецтв. Вона принесла твори Альбрехта Дюрера, Лоренцо Лотто, два портрети пензля Якопо Тінторетто.

### Кмітливий директор Карой Пулскі
В період підготовки до святкування 1.000 Угорщини як держави, уряд почав виділяти півмільона на придбання нових експонатів для Музею. Тодішній директор, Карой Пулскі, надзвичайно вдало використав і ці гроші, і тодішні можливості. Окрім живопису, добре обізнаний і кмітливий Пулскі подорожував провінціями Італії і скуповував італійські фрески. Пулскі добре знав, що майстри Італії-це перш за все фрескісти, а потім вже сценографи, станковісти, графіки. Тому, завдяки компетентному директорові Пулскі, в Будапешті зосереджена цікава і надзвичайно коштовна колекція фресок, подібні яким можна побачити лише в самій Італії (в музеї Пінакотека Брера, Мілан, в музеях Флоренції).

### Колекція живопису Італії

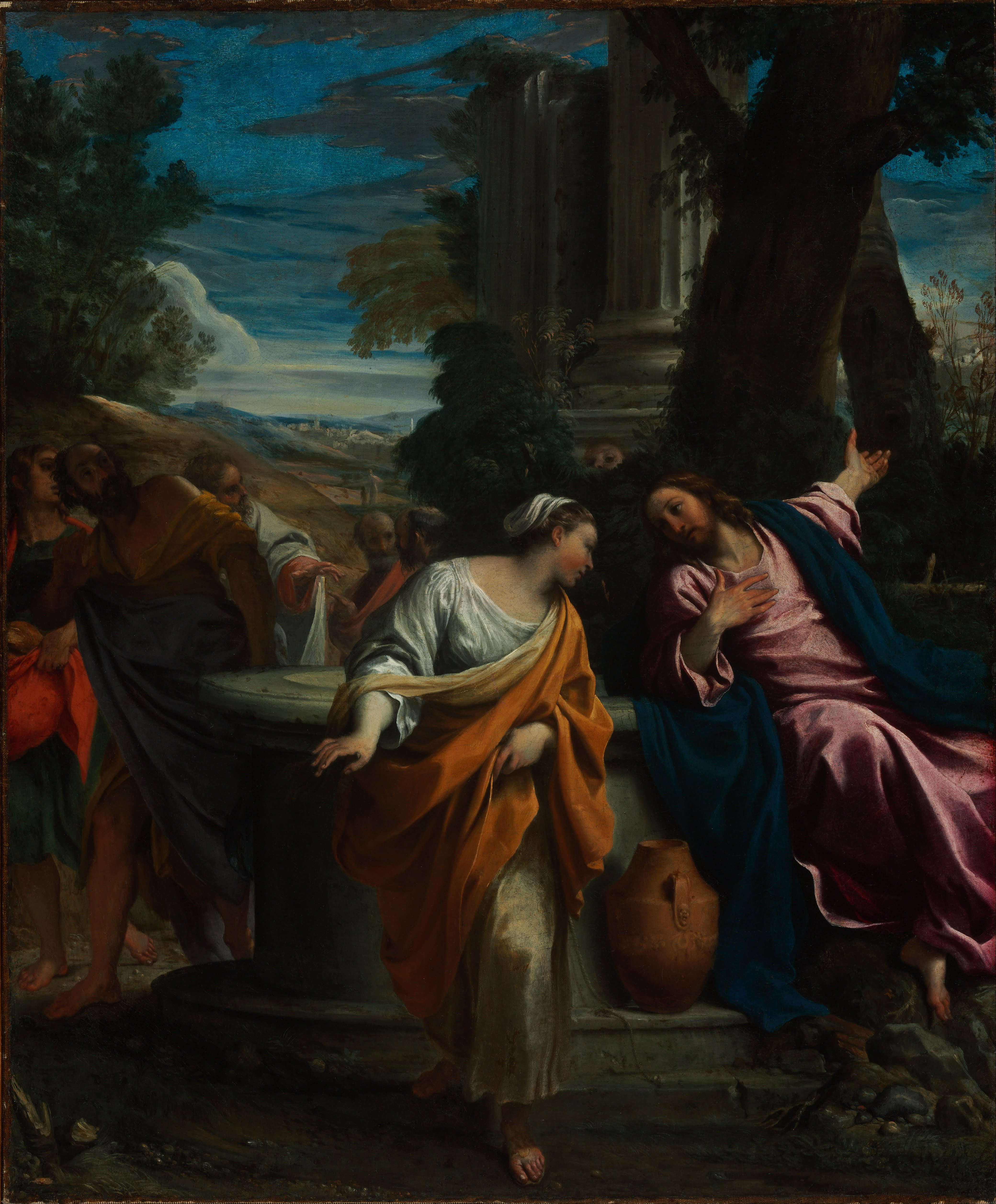
Аннібалє Каррачі, «Христос і самарянка»
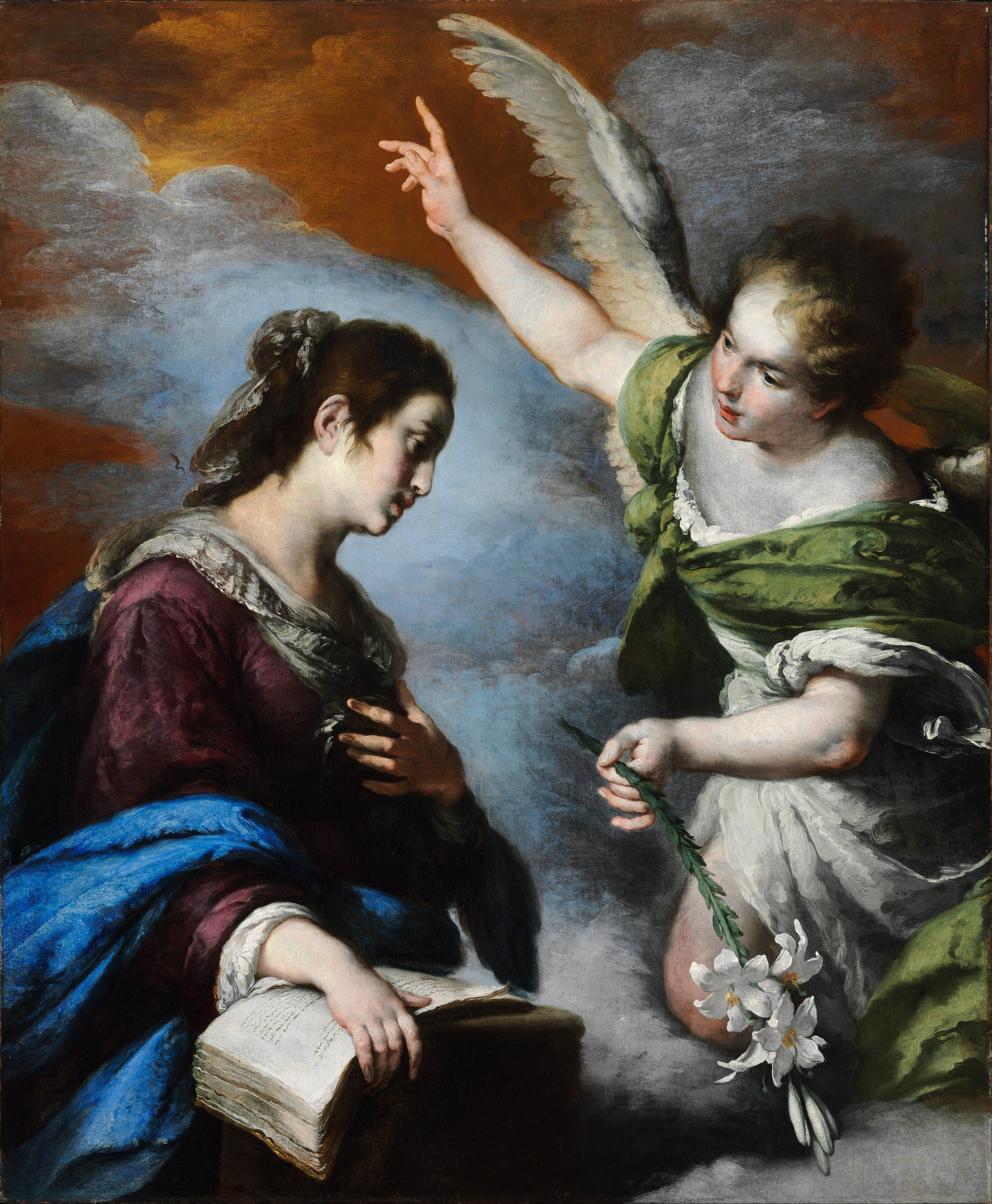
Бернардо Строцці, «Благовіщення», 1644 р.
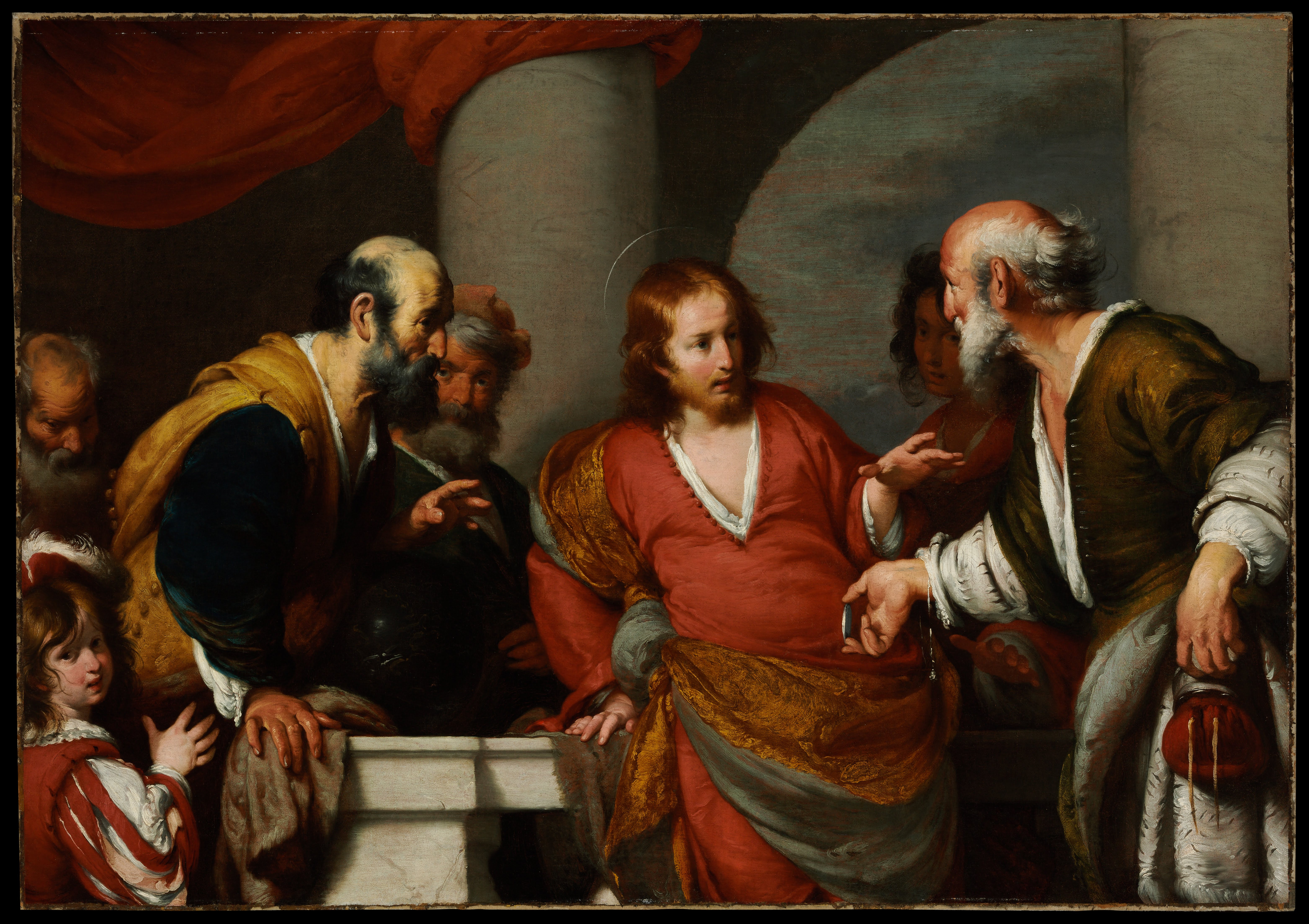
Бернардо Строцці, «Динарій кесаря», 1630-ті рр.
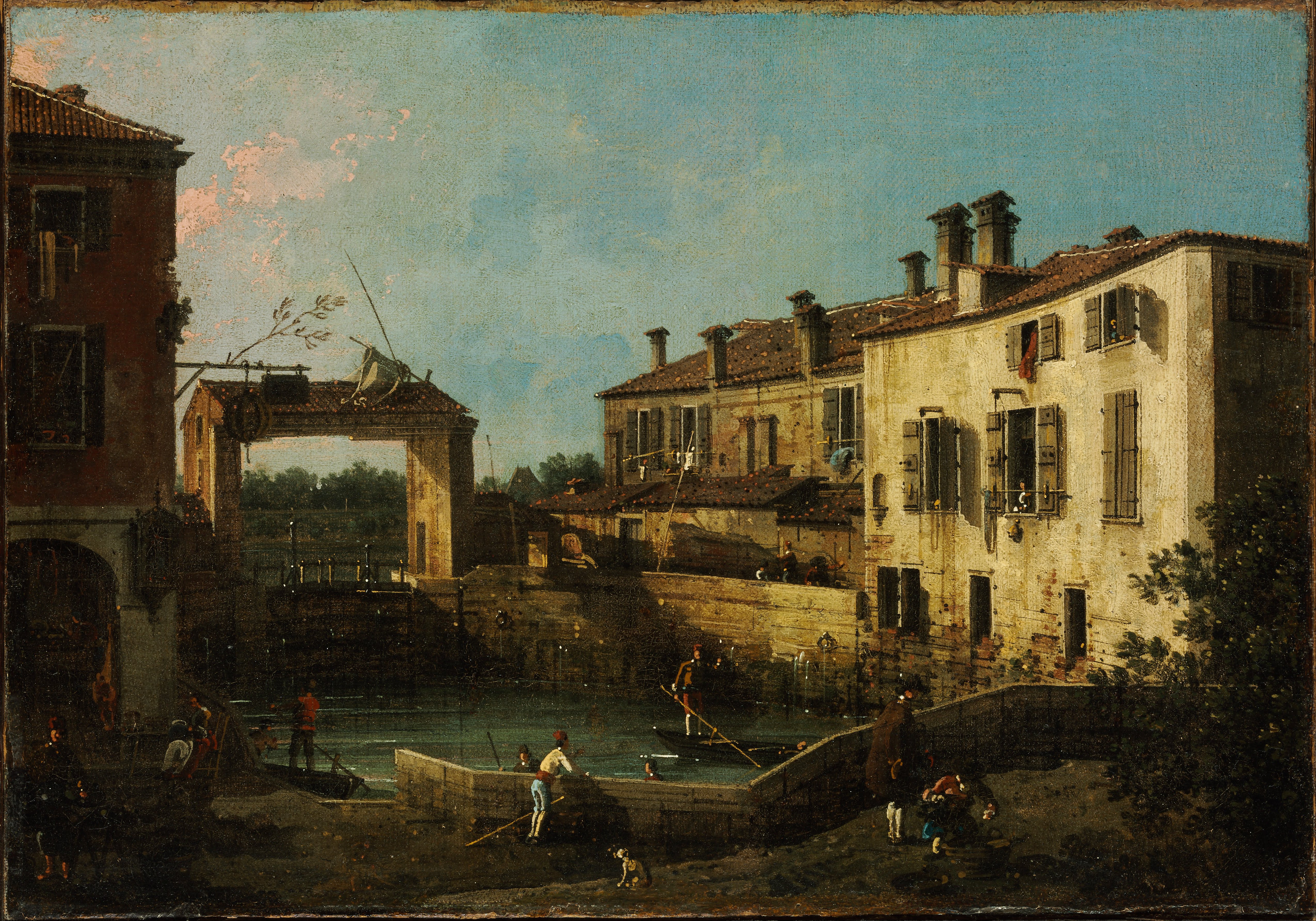
Каналетто. «Заміський палацик поблизу Доло», 1776 р.
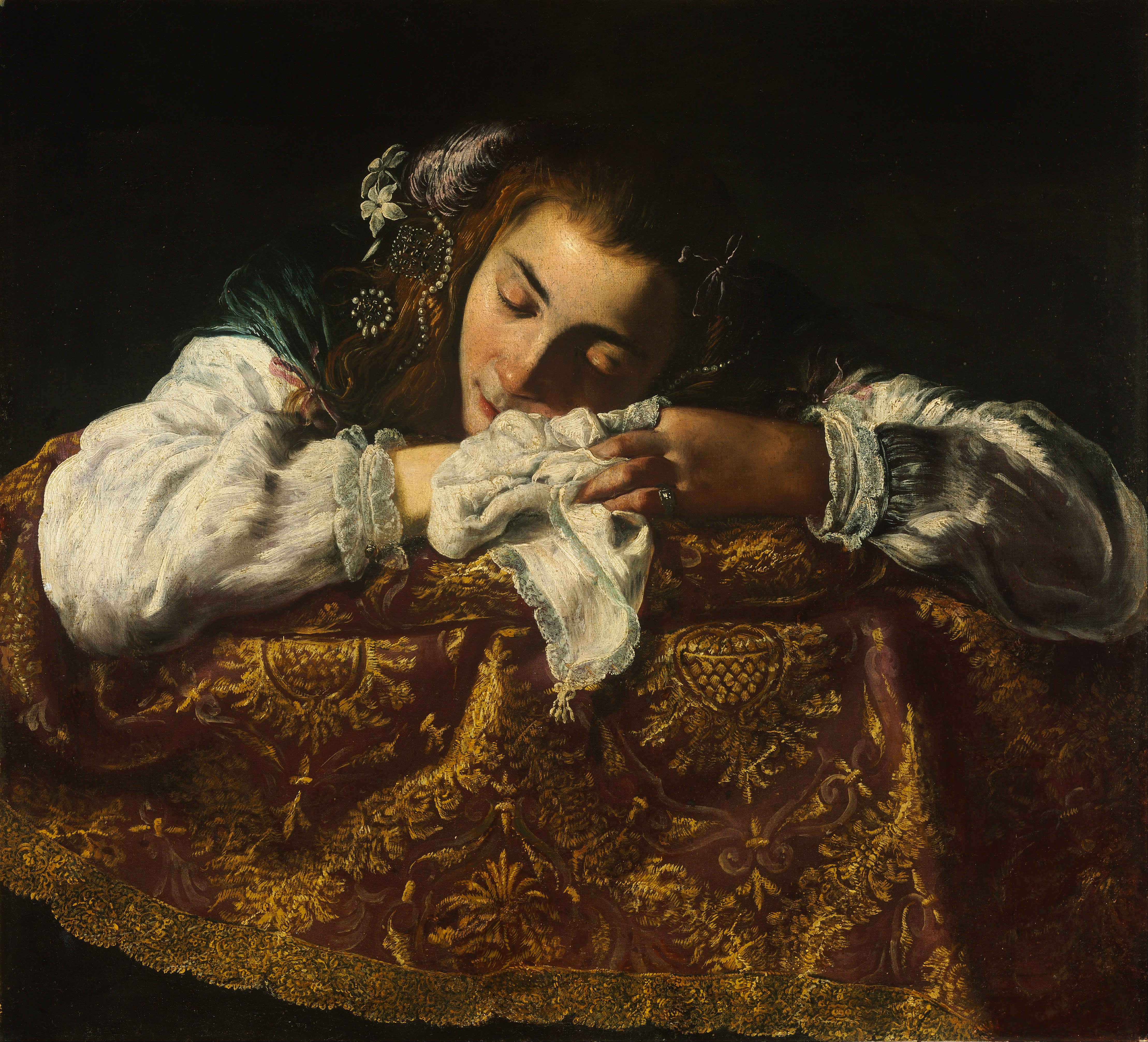
Доменіко Фетті, «Дівчина заснула»
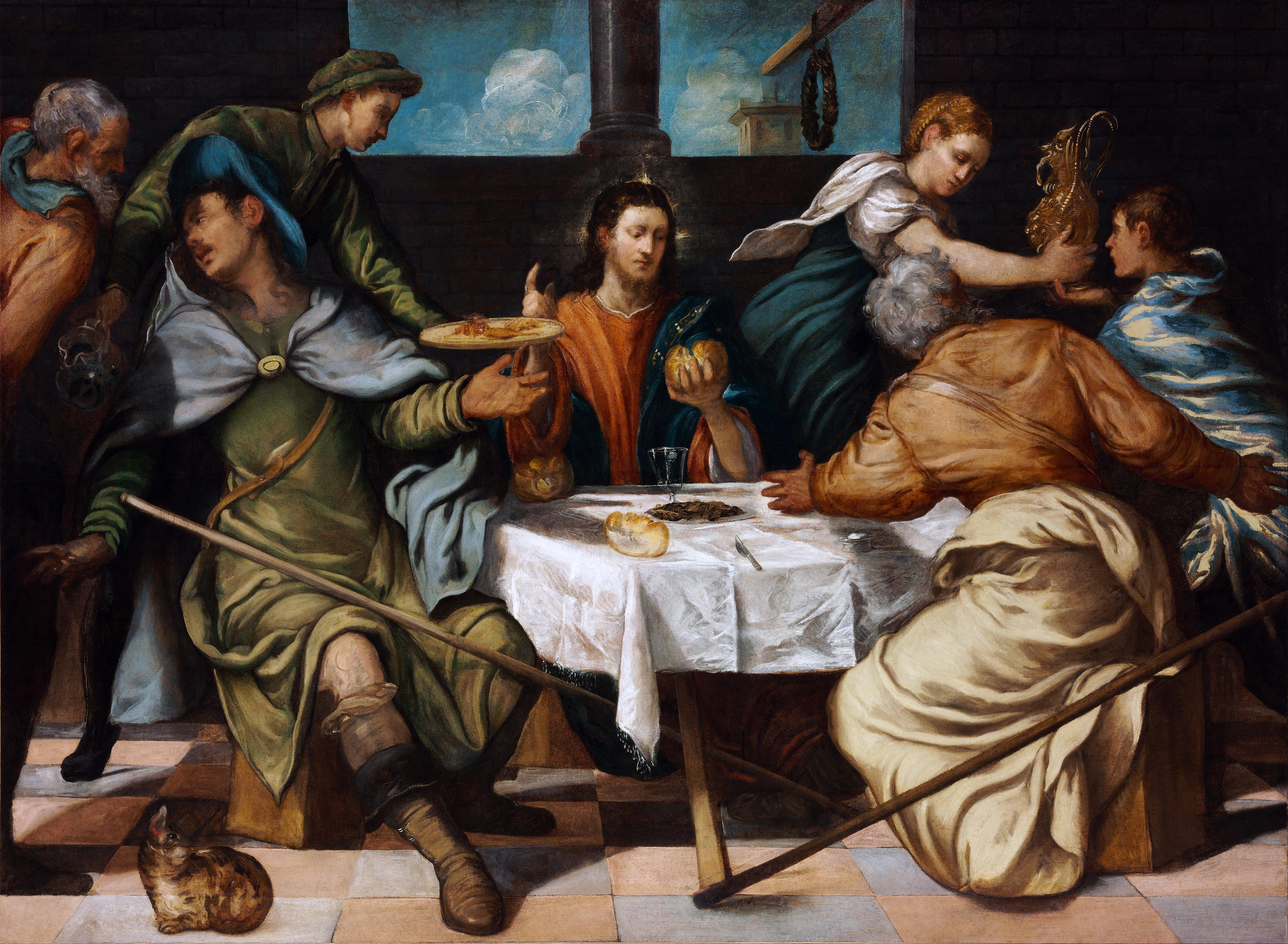
Якопо Тінторетто, «Христос в Еммаусі», 1543 р.
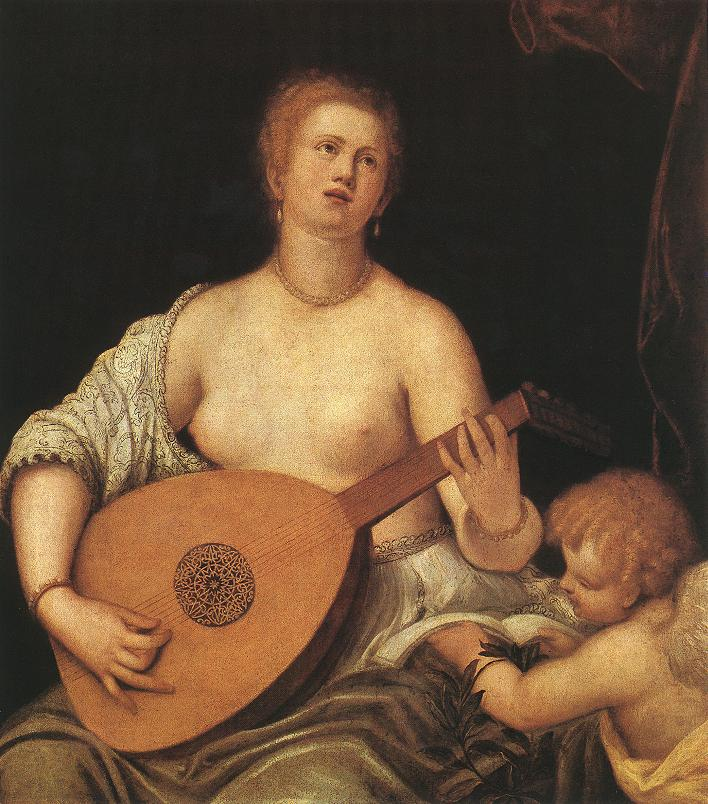
Парасіо Мікелі, «Венера і Амур», після 1550 р.
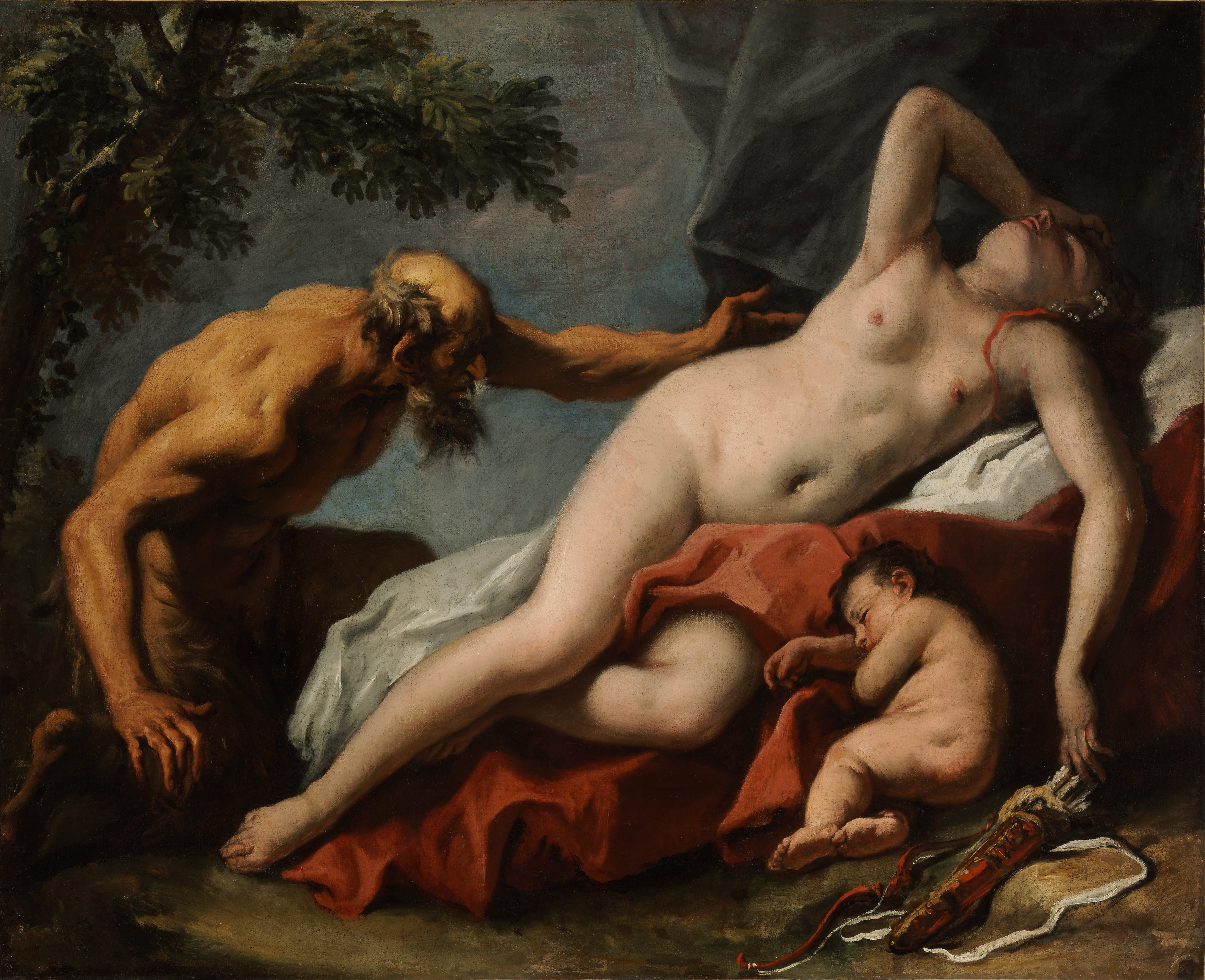
Себастьяно Річчі, «Сатир і Венера з Амуром»
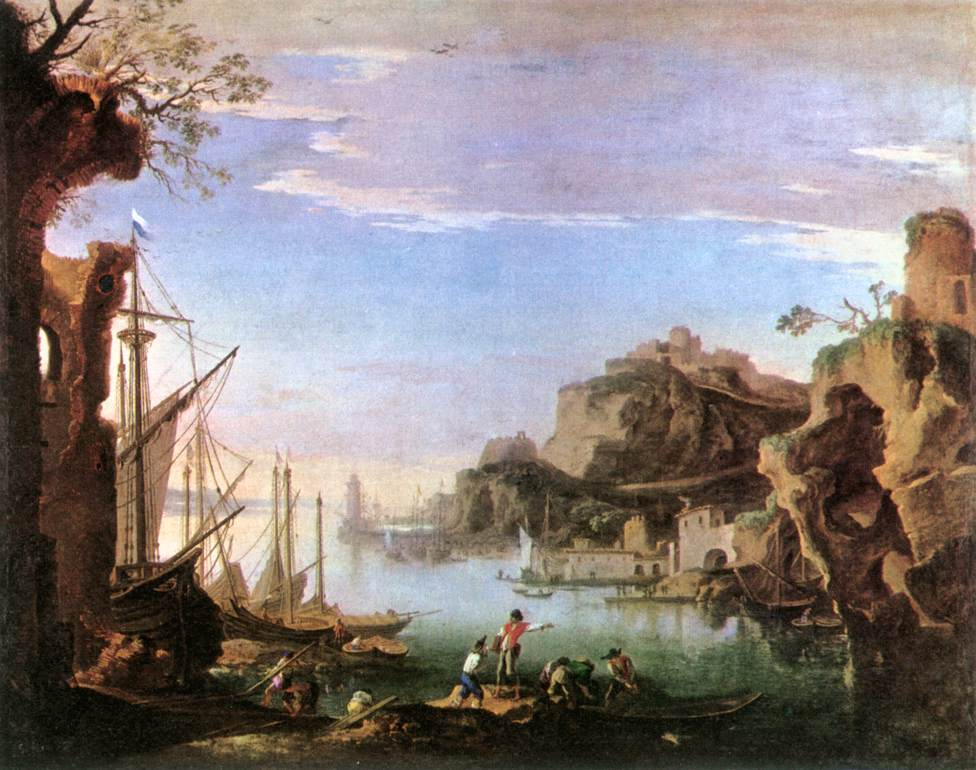
Сальватор Роза. «Фантазійний пейзаж із затокою», до 1643 р.
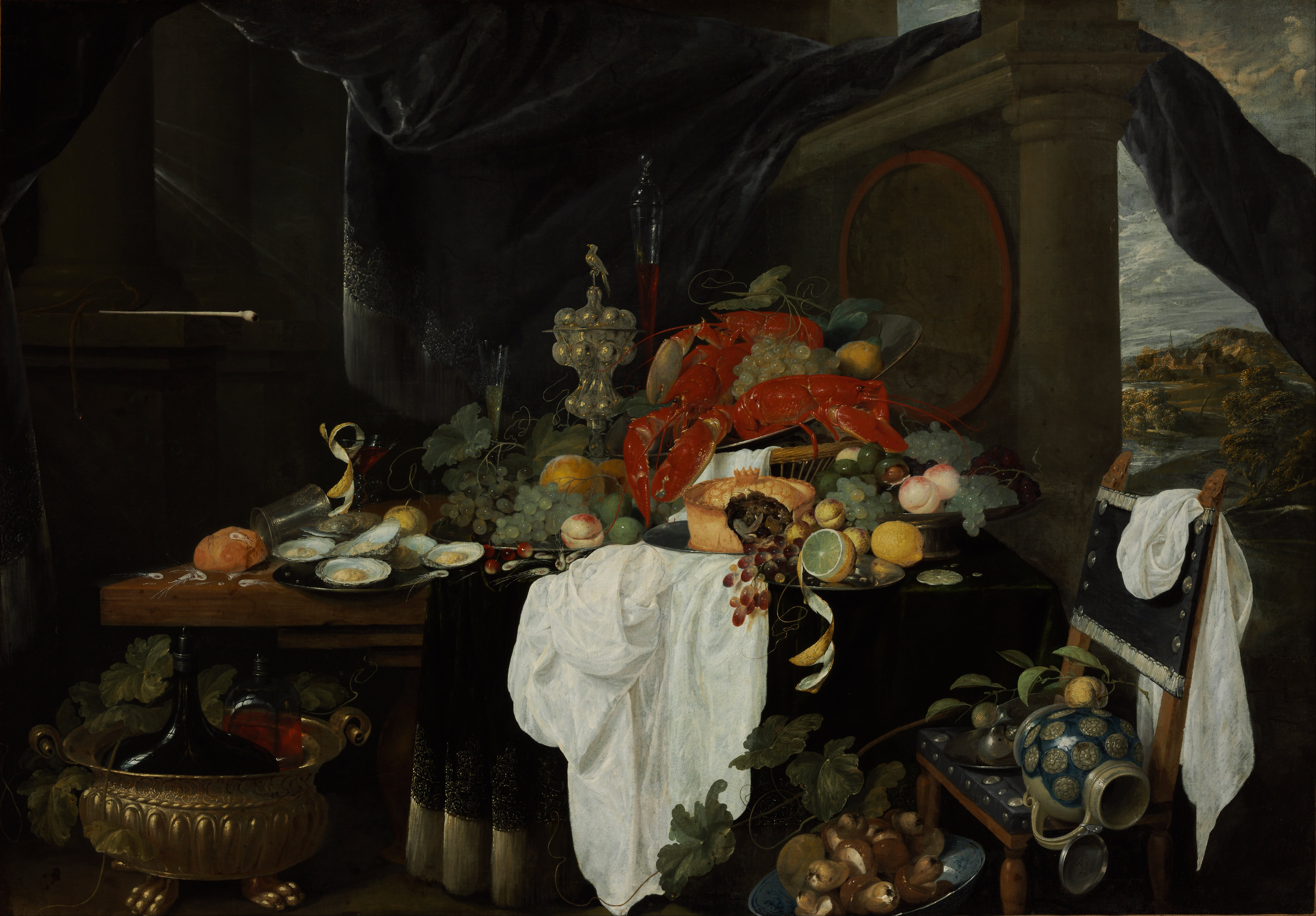
Андріс Бенедетті, «Натюрморт з коштовним посудом, фруктами і омаром», до 1649 р.
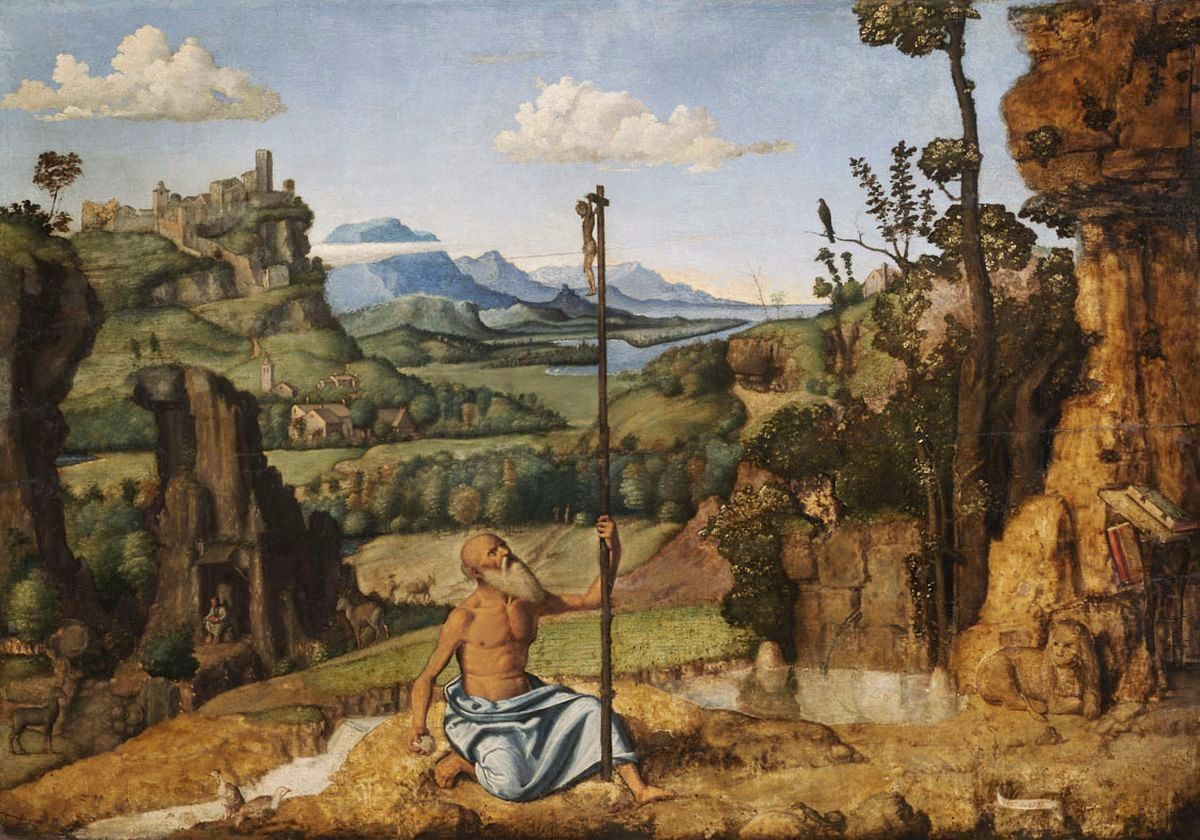
Чіма да Конельяно, «Св. Єронім в пустелі»,  1495 р.
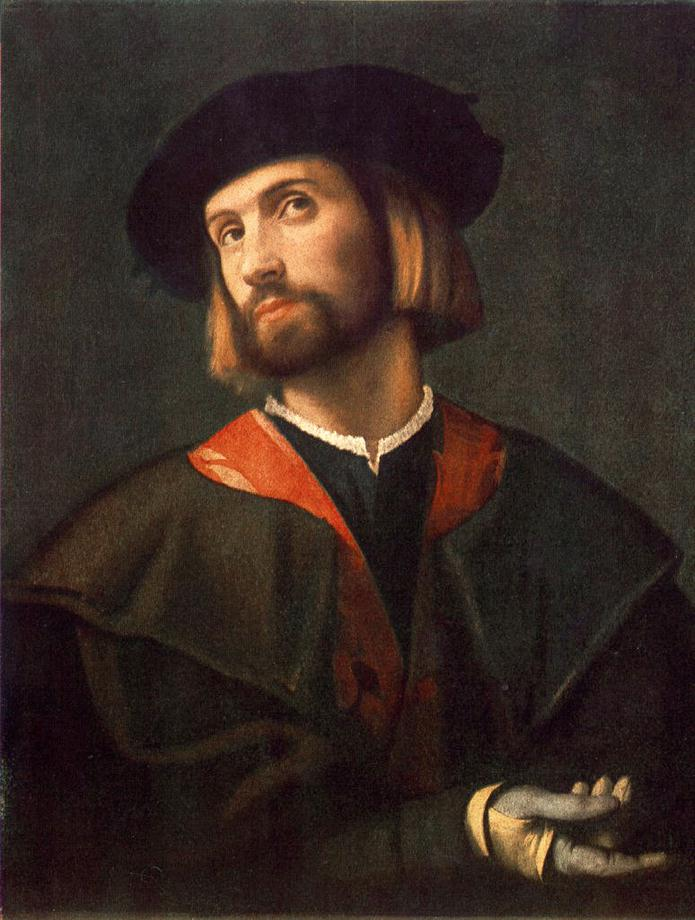
Моретто да Брешиа. «Портрет невідомого», бл. 1520 р.
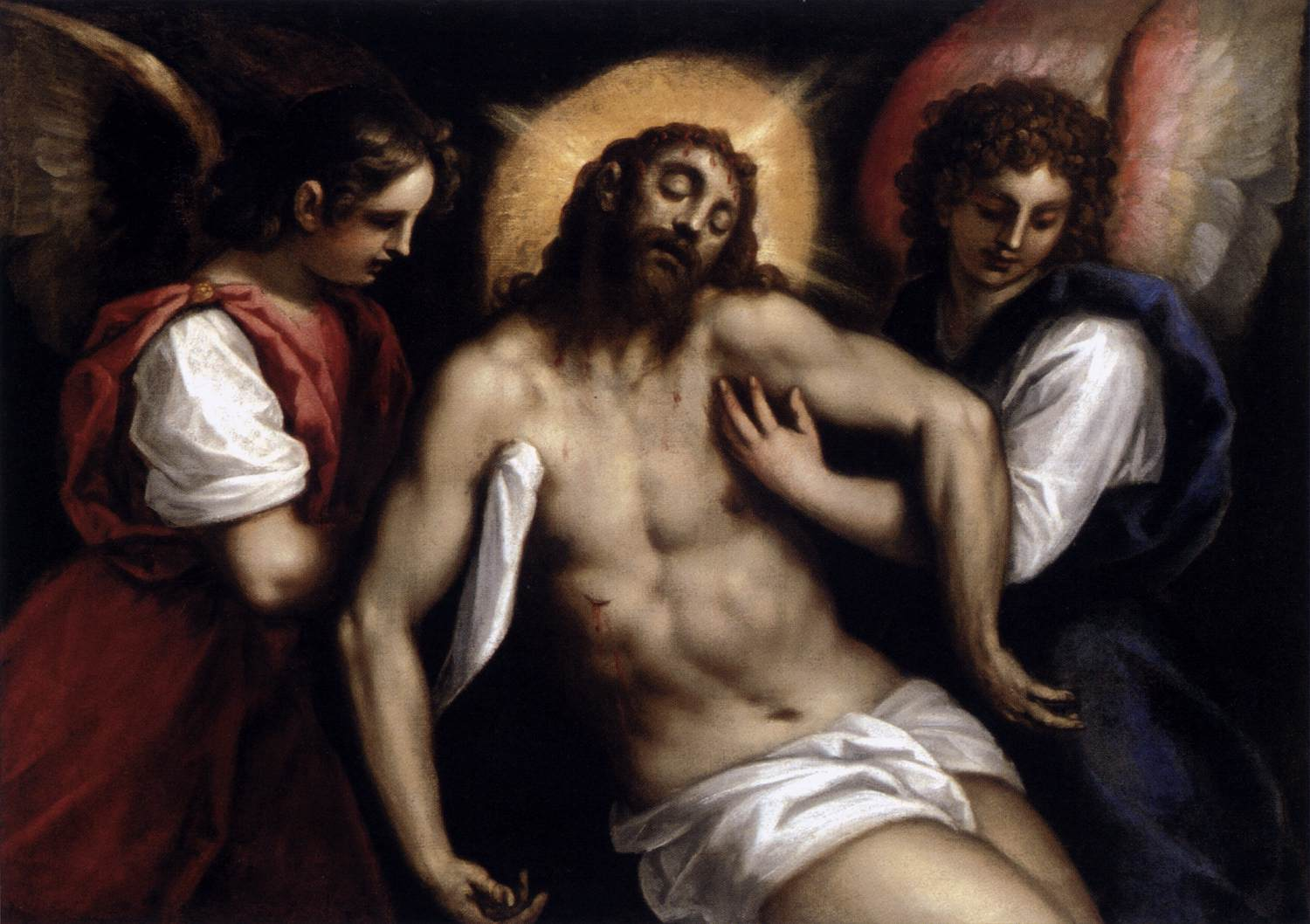
Якопо Пальма молодший. «Мертвий Христос і два янголи»
Гауденціо Феррарі. «Оплакування Христа»

### Колекція живопису Іспанії
Вона теж має світове значення. З живописом Іспанії Європа познайомилась досить пізно. Якщо Рим пережив захоплення майстерністю Веласкеса ще в 17 столітті, то Париж закохався у Мурільйо тільки в 18 столітті, а Веласкеса відкрив лише в 19-му.
Іспанська збірка Будапешту нараховує як невідомих майстрів (їх імен не знають, бо не збережені), так і уславлені імена: майстер з Алсіри, Вісенте Кардуччо, Алонсо Кано, Хосе де Рібера, Веласкес, Франсіско де Сурбаран, Франсіско Гойя. Тільки картин Ель Греко музей в Будапешті має сім, де є справжні загадки («Три Синайські гори»), шедеври (пізнє «Благовіщення») і навіть оригінальний етюд Ель Греко (штудія чоловічої голови до серії «Апостоладос»).

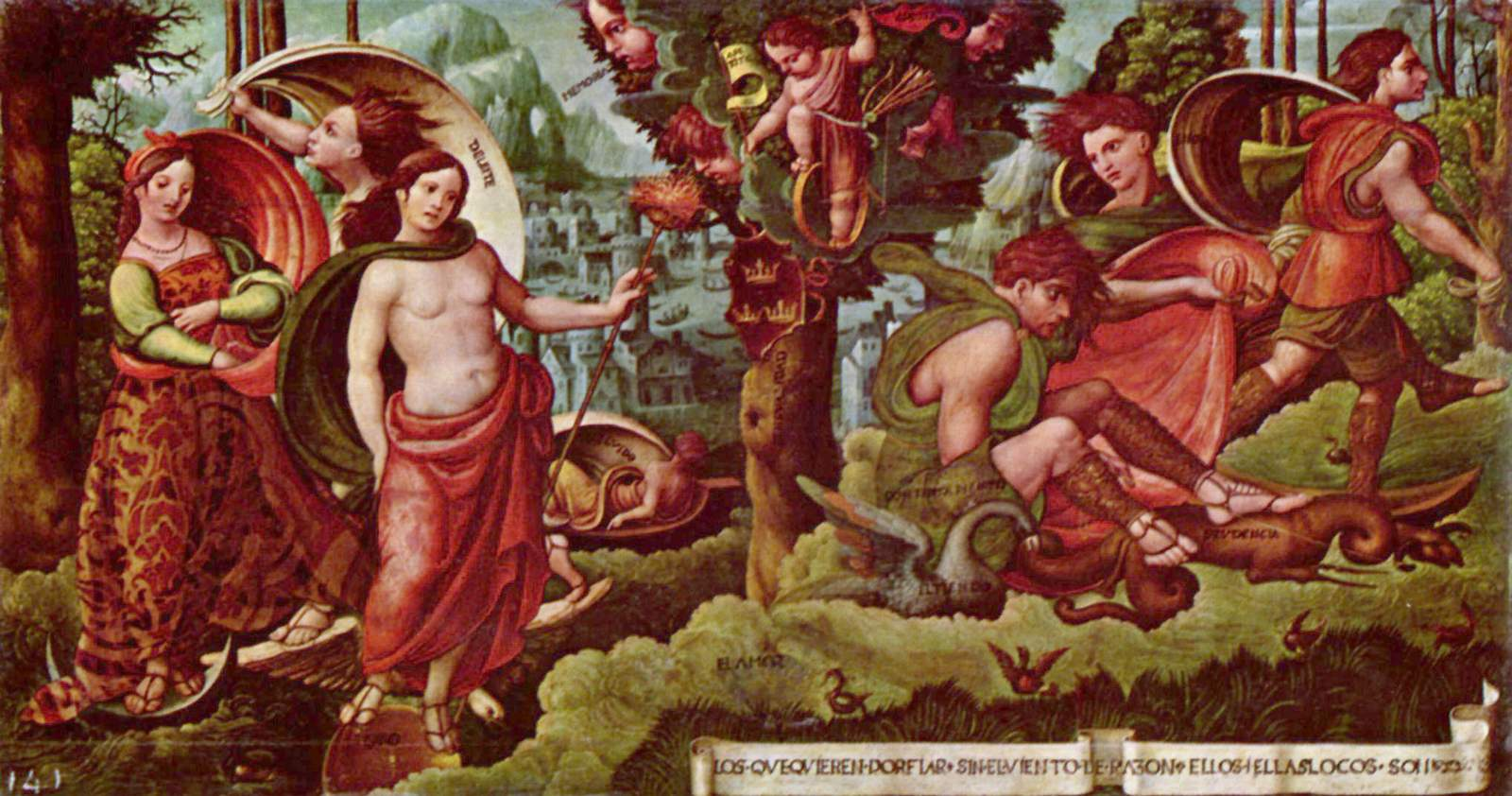
Майстер з Алсіри
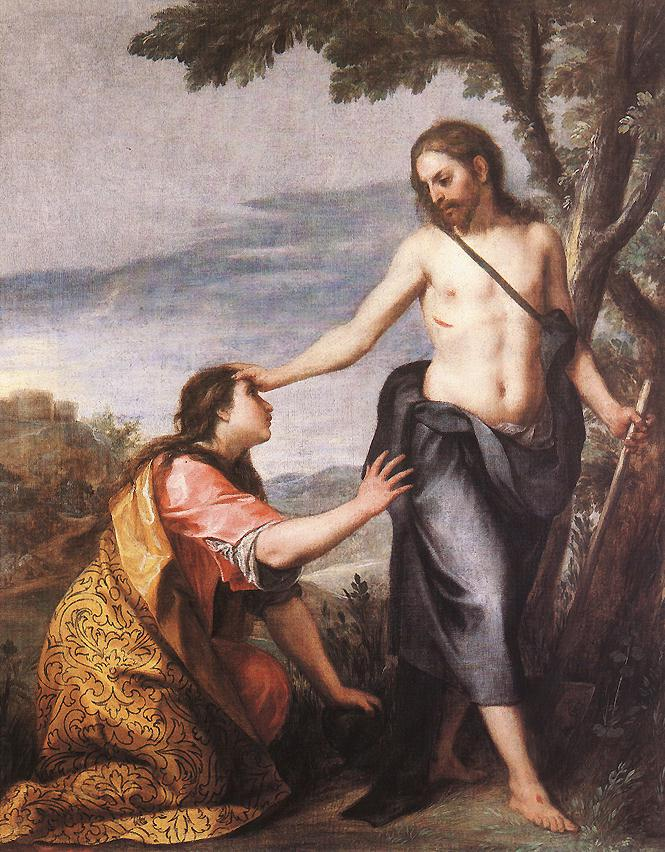
Алонсо Кано, «Не торкайся мене», бл. 1640 р.
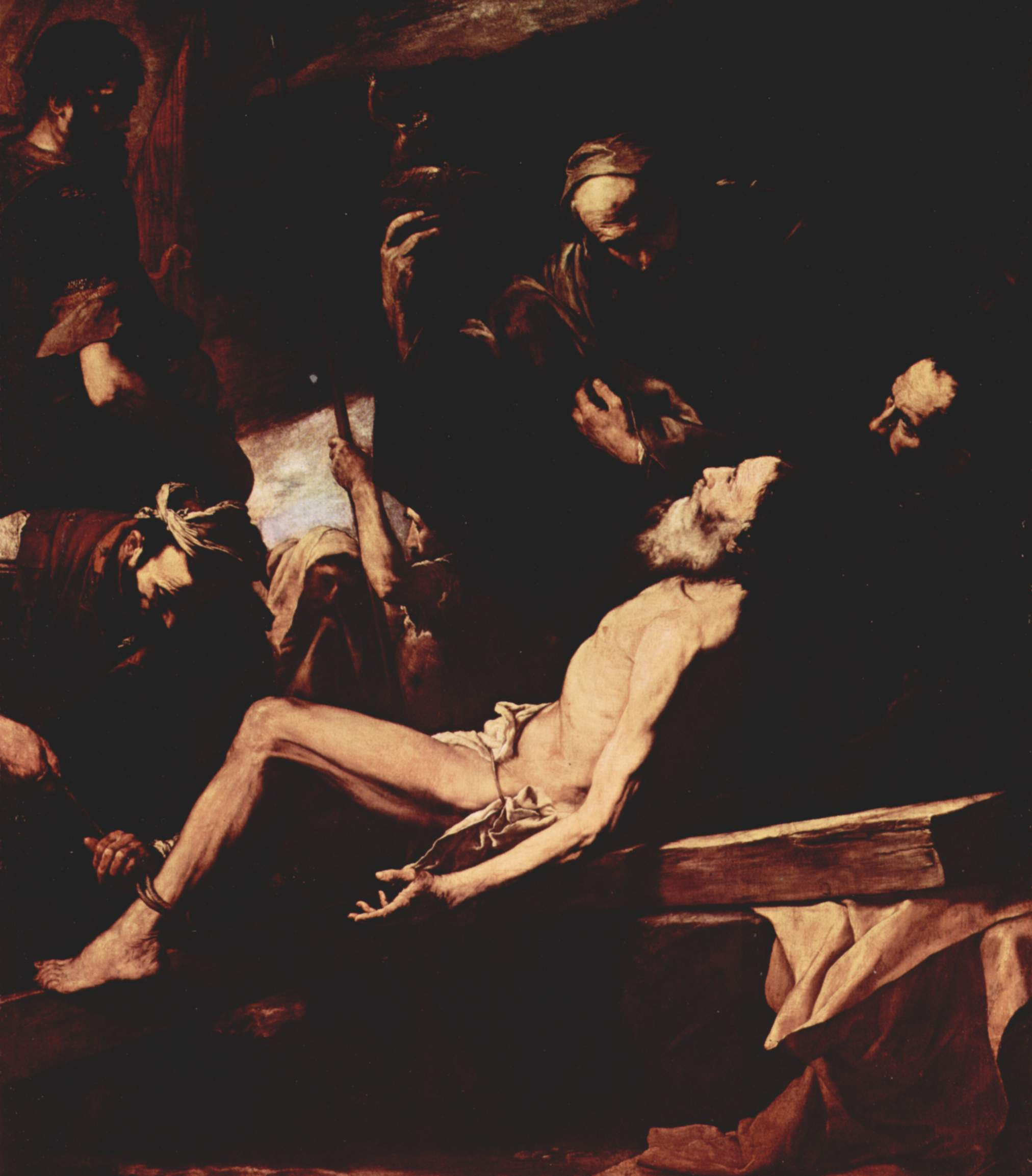
Хосе де Рібера, «Мучеництво Св. Андрія»
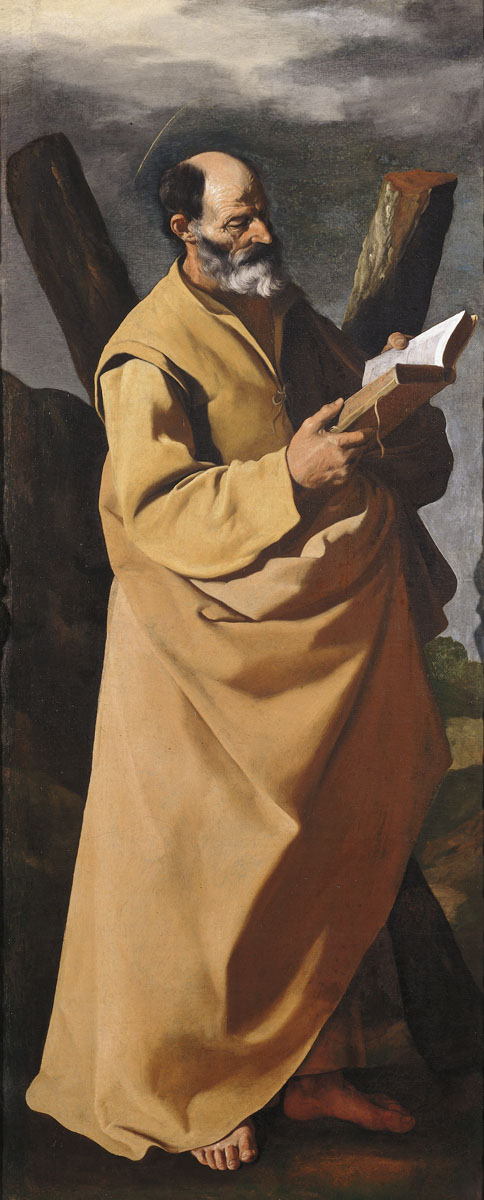
Франсіско де Сурбаран. «Св. Андрій Першозванний»
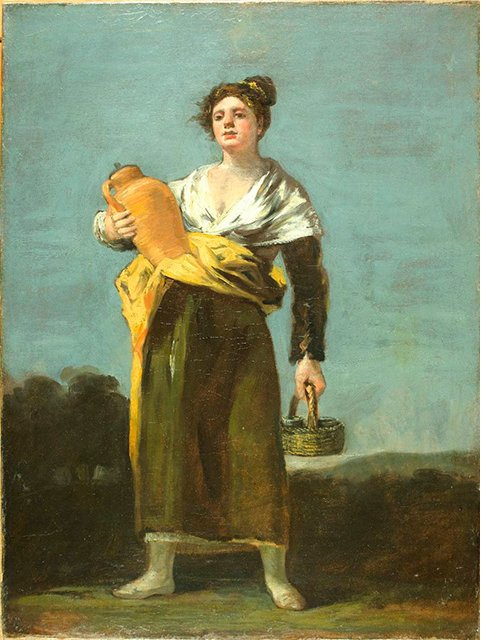
Франсіско Гойя, «Водоноска-дівчина»

### Твори Ель Греко в музеї

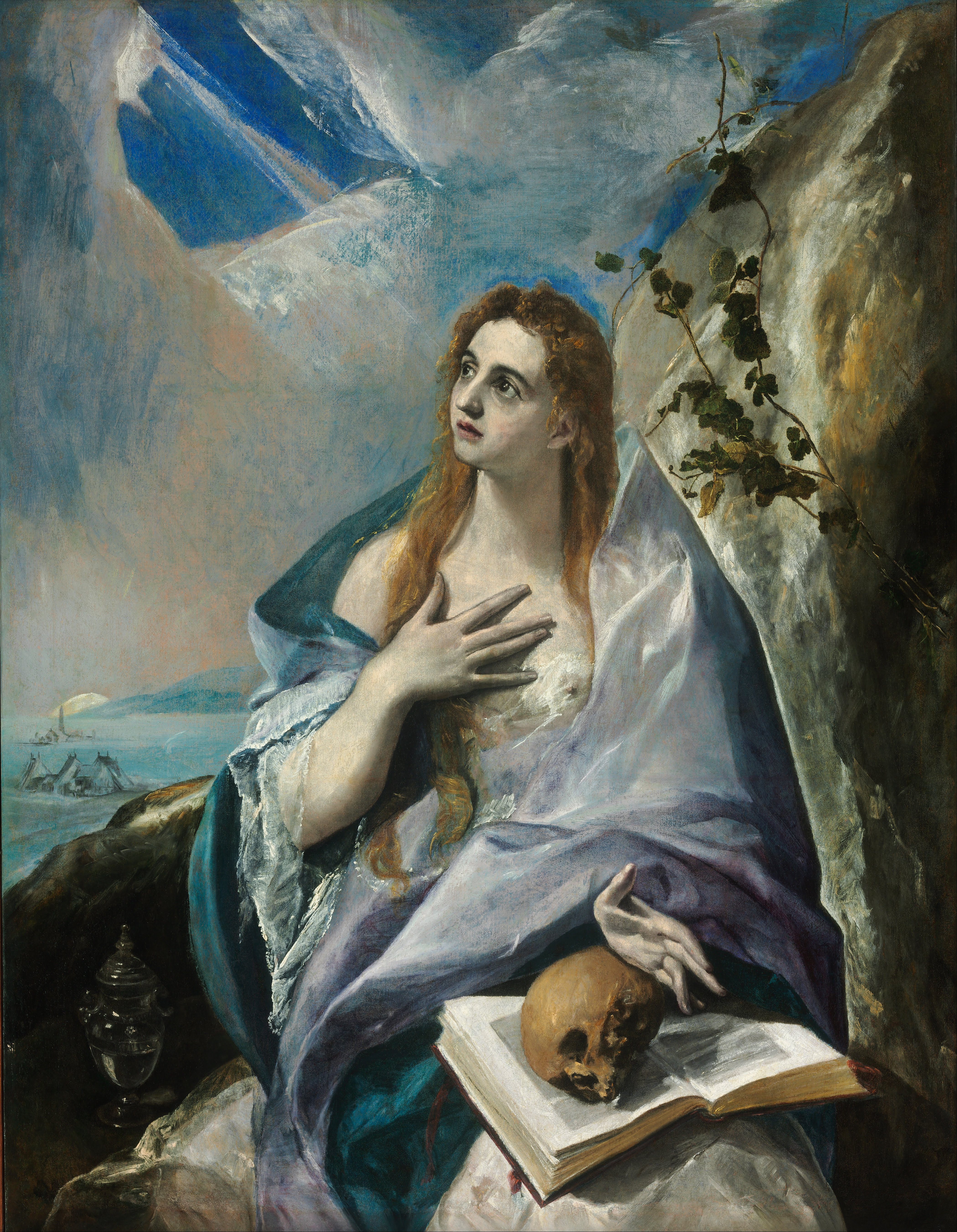
Марія Магдалина.
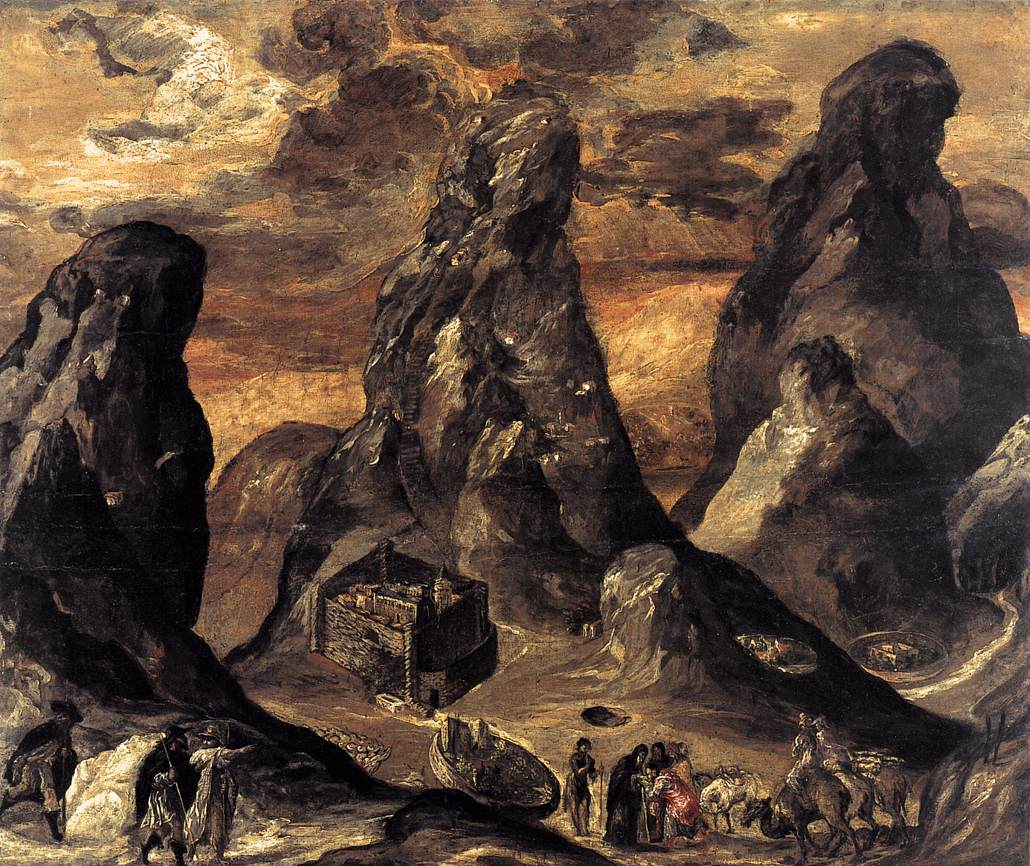
«Три Синайські гори», варіант в Будапешті
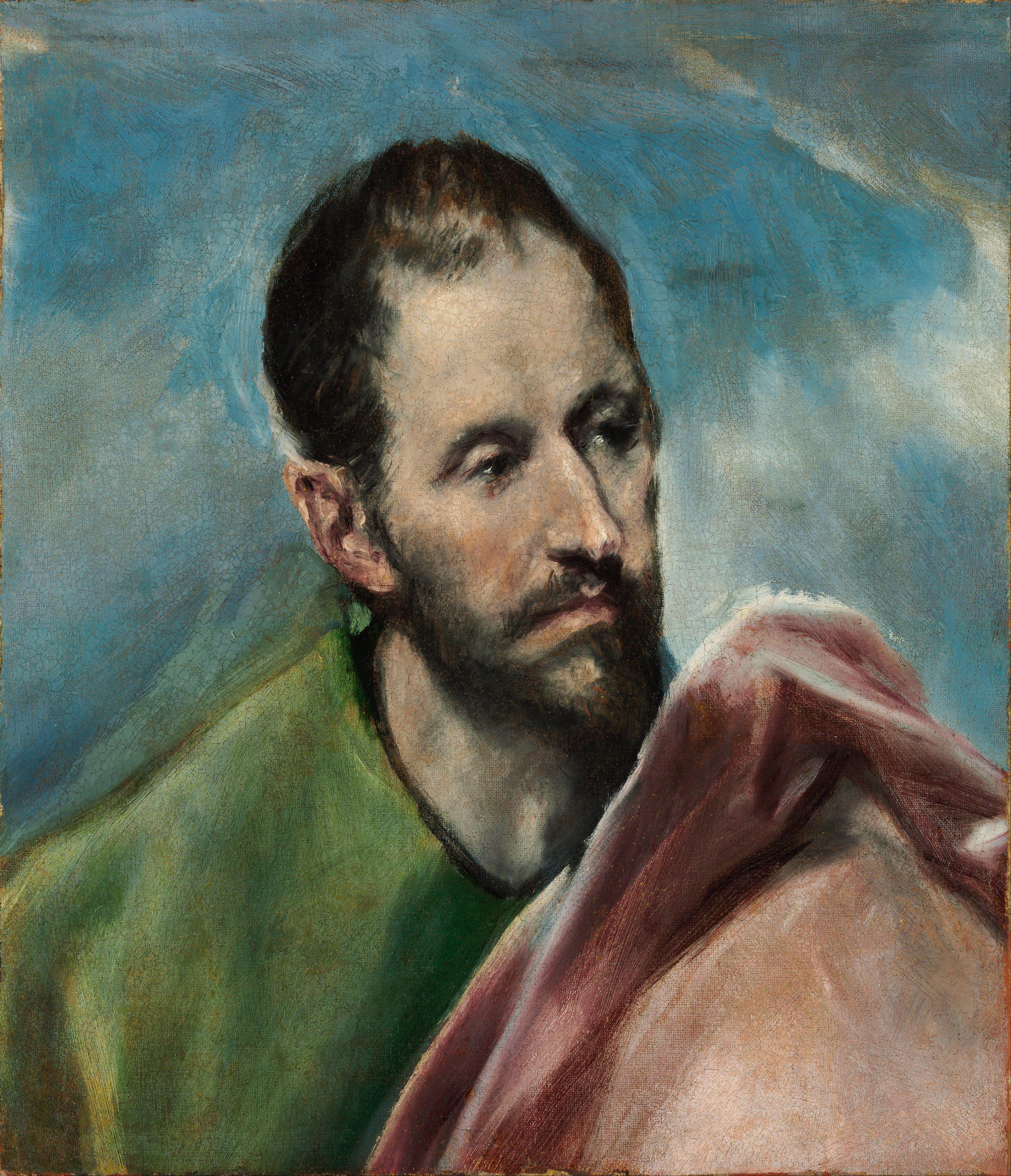
Ескіз до серії «Апостоли»

### Голландія 17 століття
Музей в Будапешті має твори всіх геніїв Голландії 17 століття : Рембрандта, Франса Халс, Вермера з Дельфту. Хоча про жіночий портрет Вермера дискутують, та припущення, що він таки писав інколи портрети, переважає. Адже його жіночі постаті в картинах дуже портретні. А збірка так званих «малих голландців» в Будапешті могла б прикрасити кожний музей і в самій Голландії, настільки вона якісна.

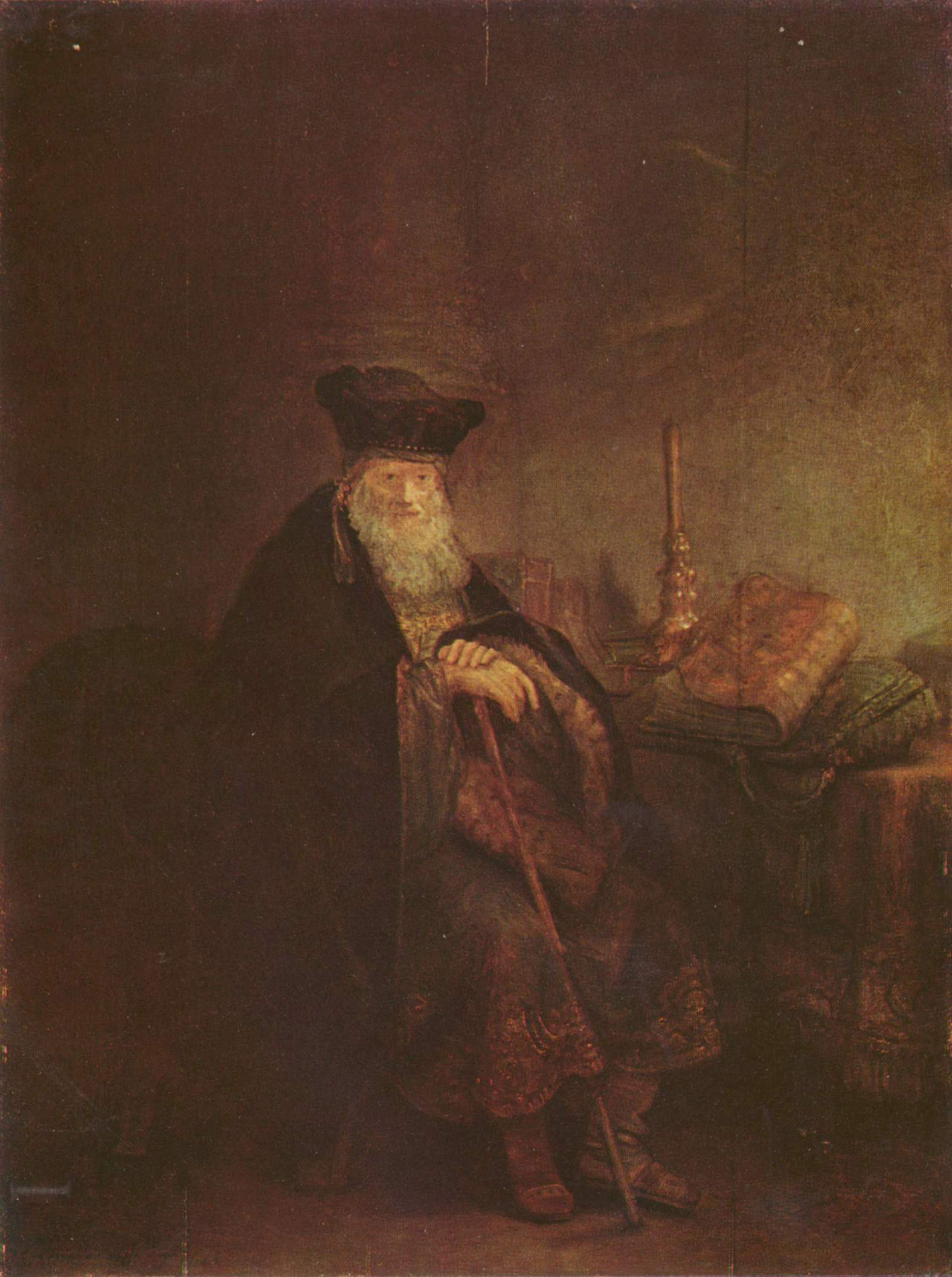
Рембрандт, «Старий»
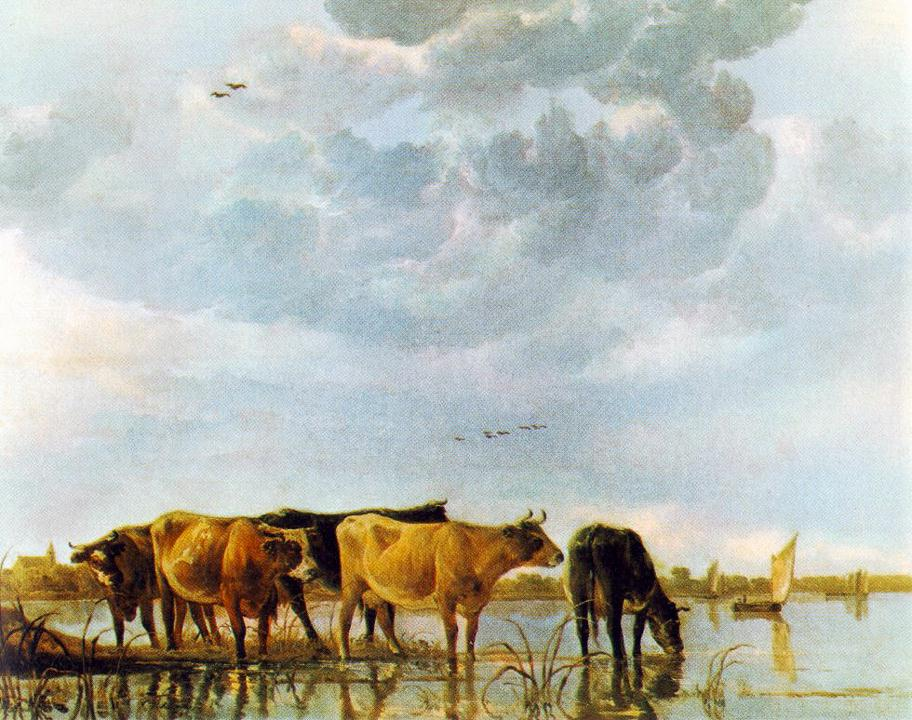
Альберт Кейп. «Корови на водопої»
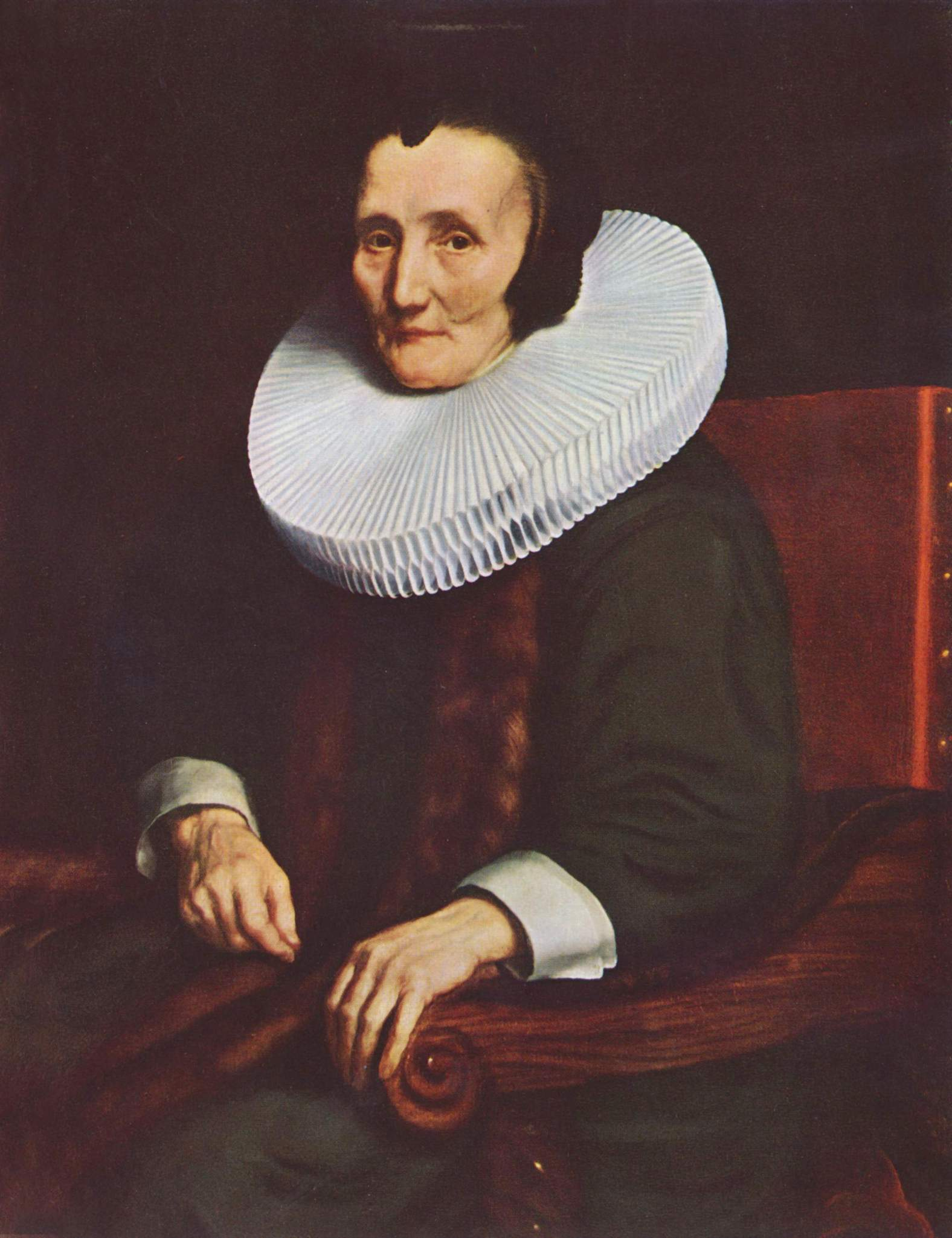
Ніколас Мас, «Портрет Маргарет де Геер»
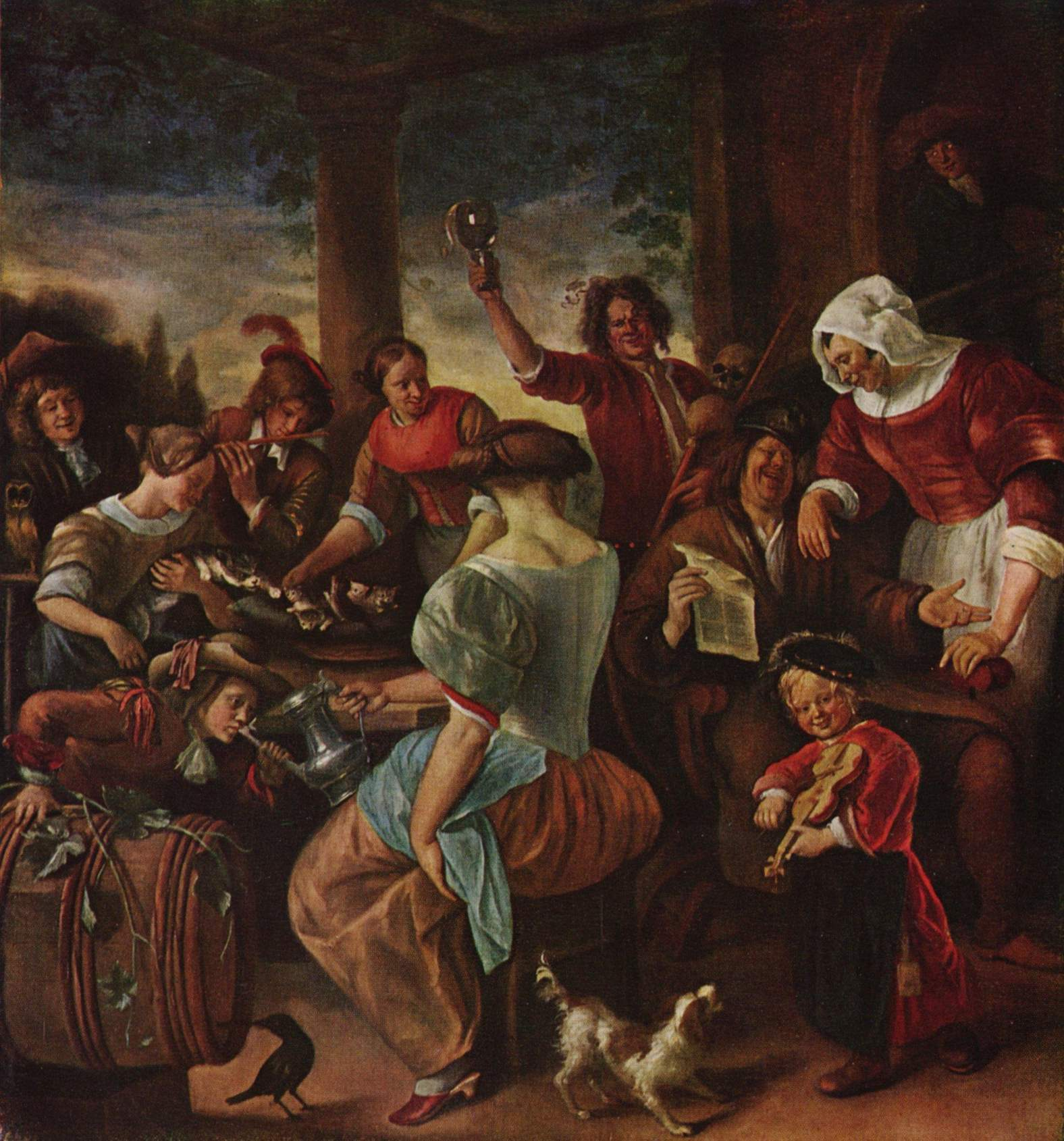
Ян Стен, «Бенкет з приводу народження кошенят»
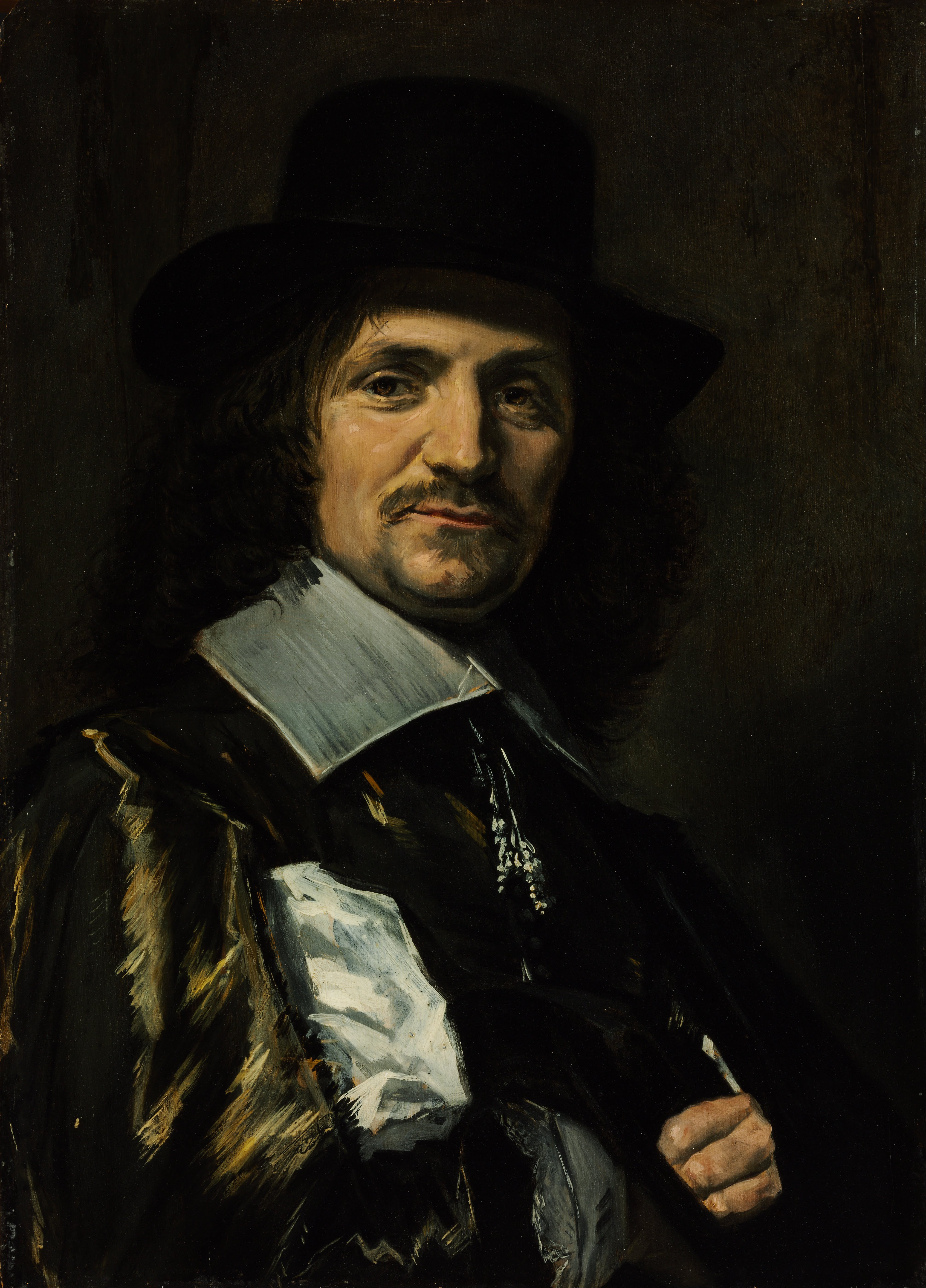
Франс Галс, «Художник Ян Асселейн»

### Майстри Франції 19 століття

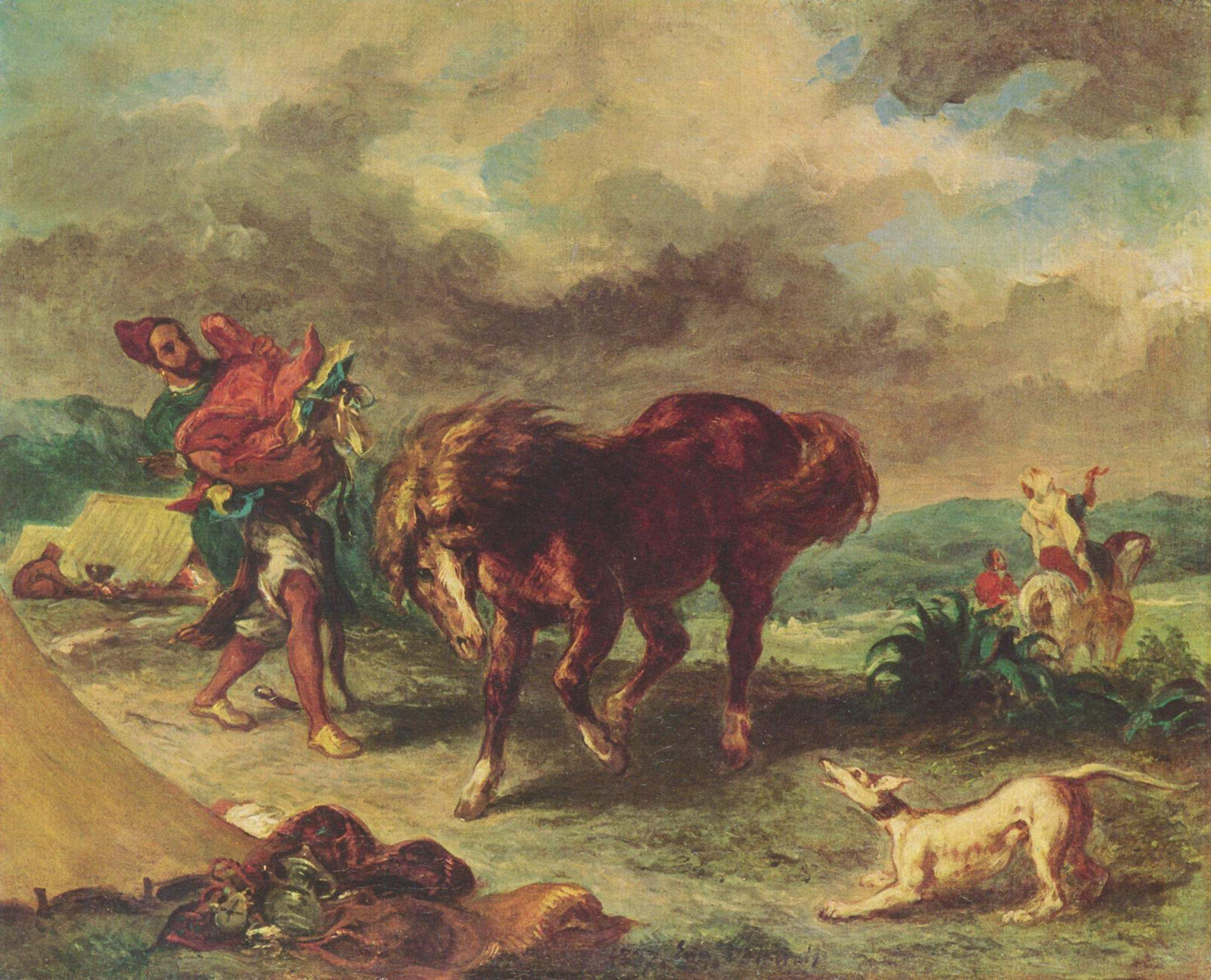
Ежен Делакруа «Марокканець сідлає коня»
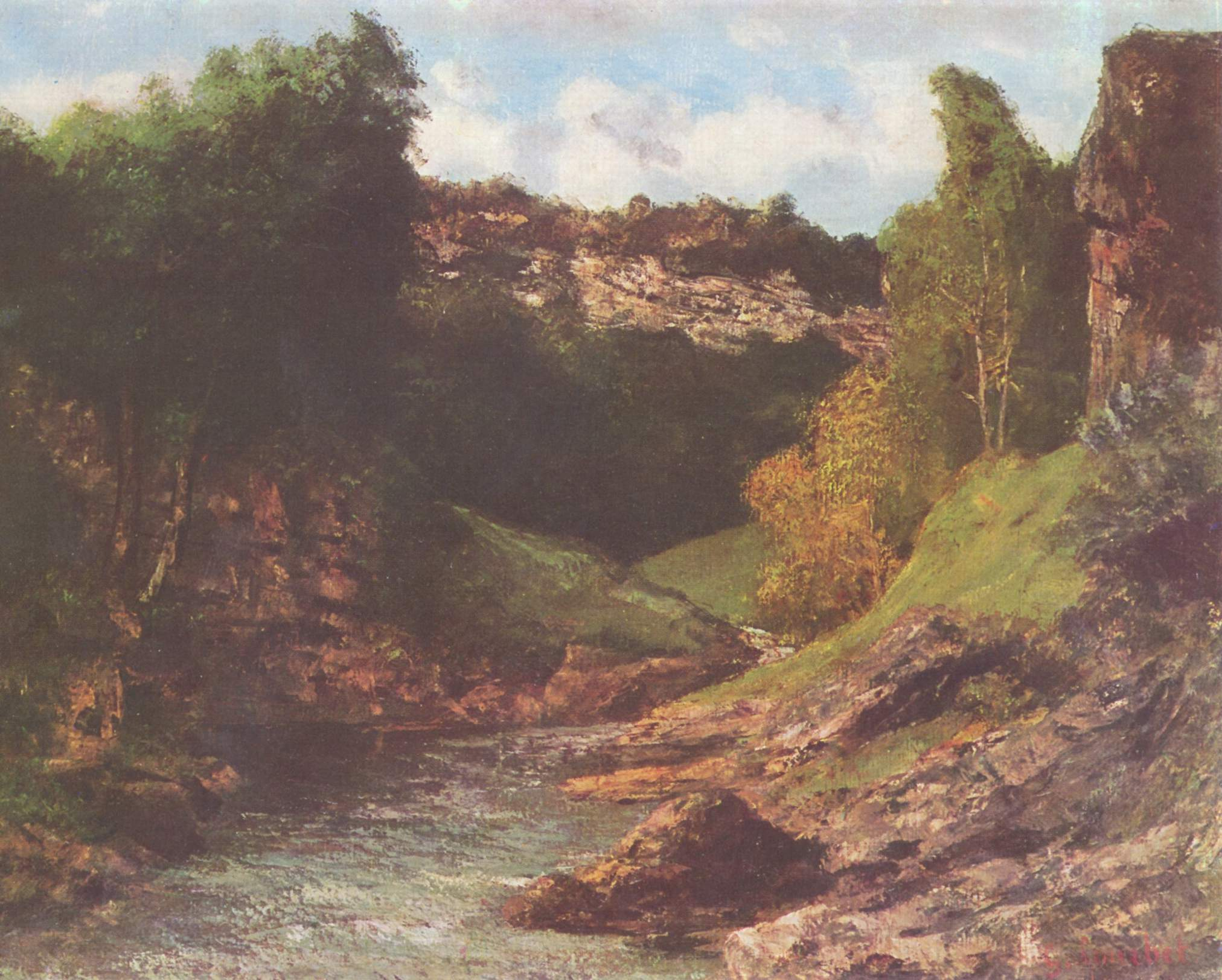
Гюстав Курбе, «Пейзаж»
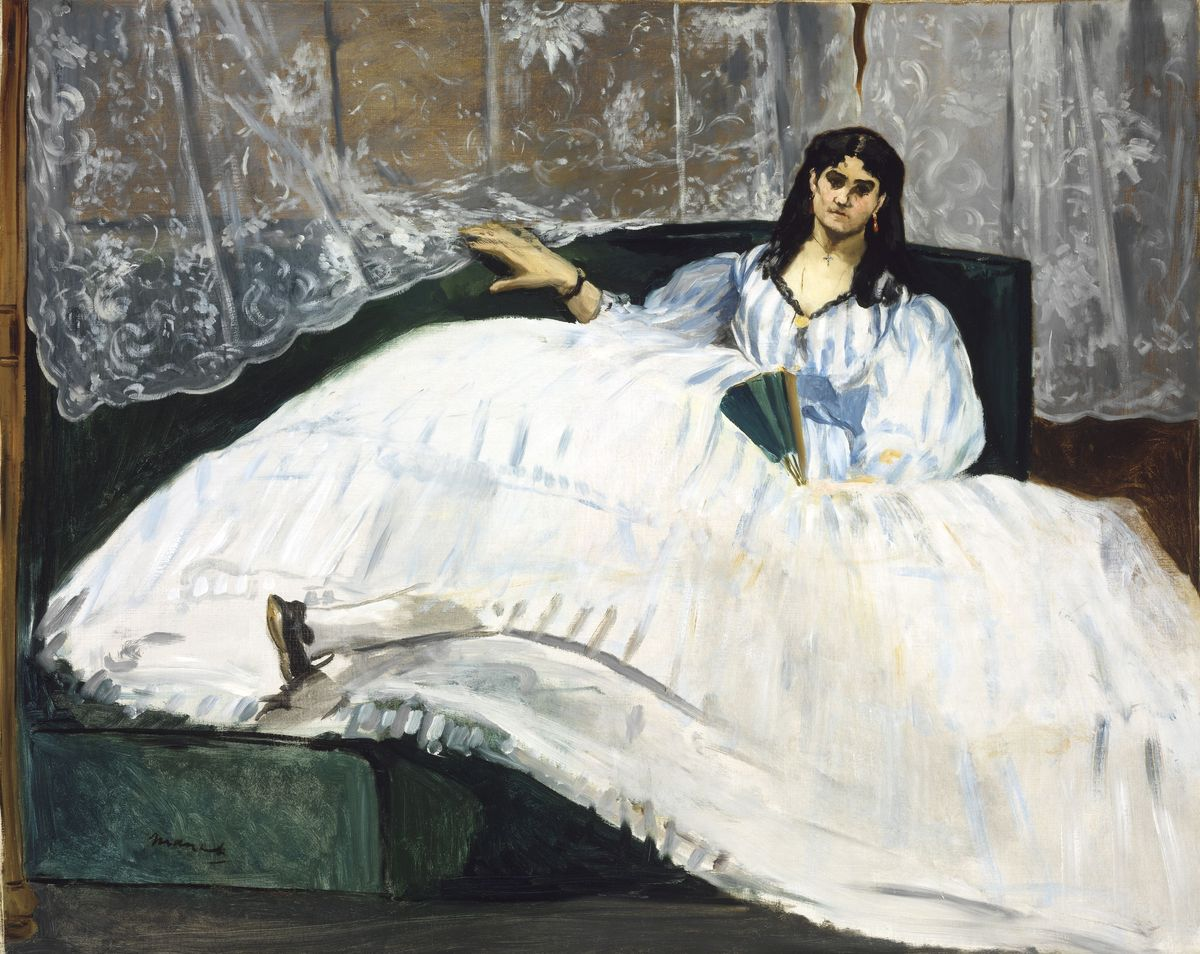
Едуар Мане, «Хвора Жанна Дюваль»
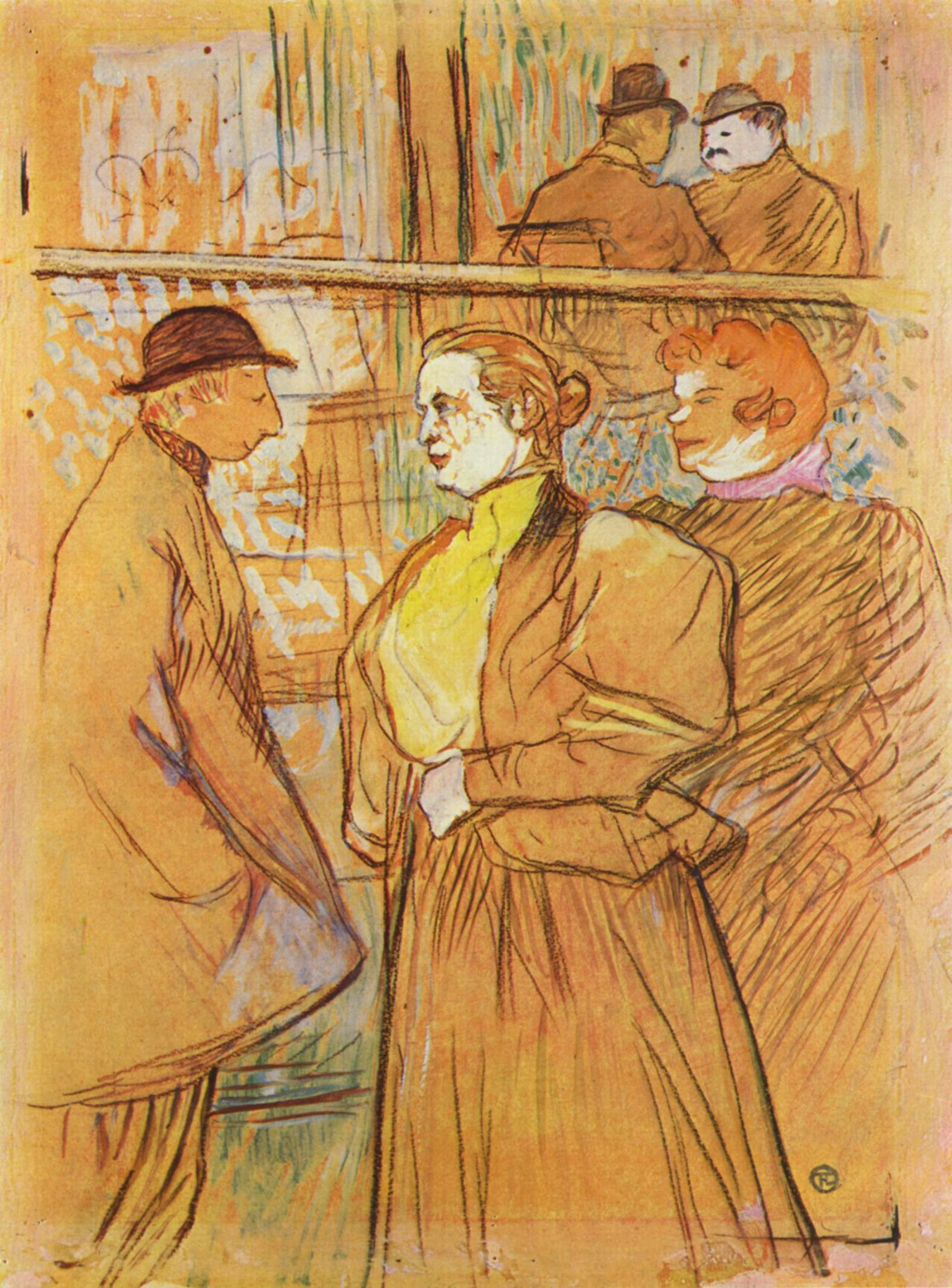
Анрі Тулуз-Лотрек, «В кафе Мулен-Руж», 1890 р.

### Галерея

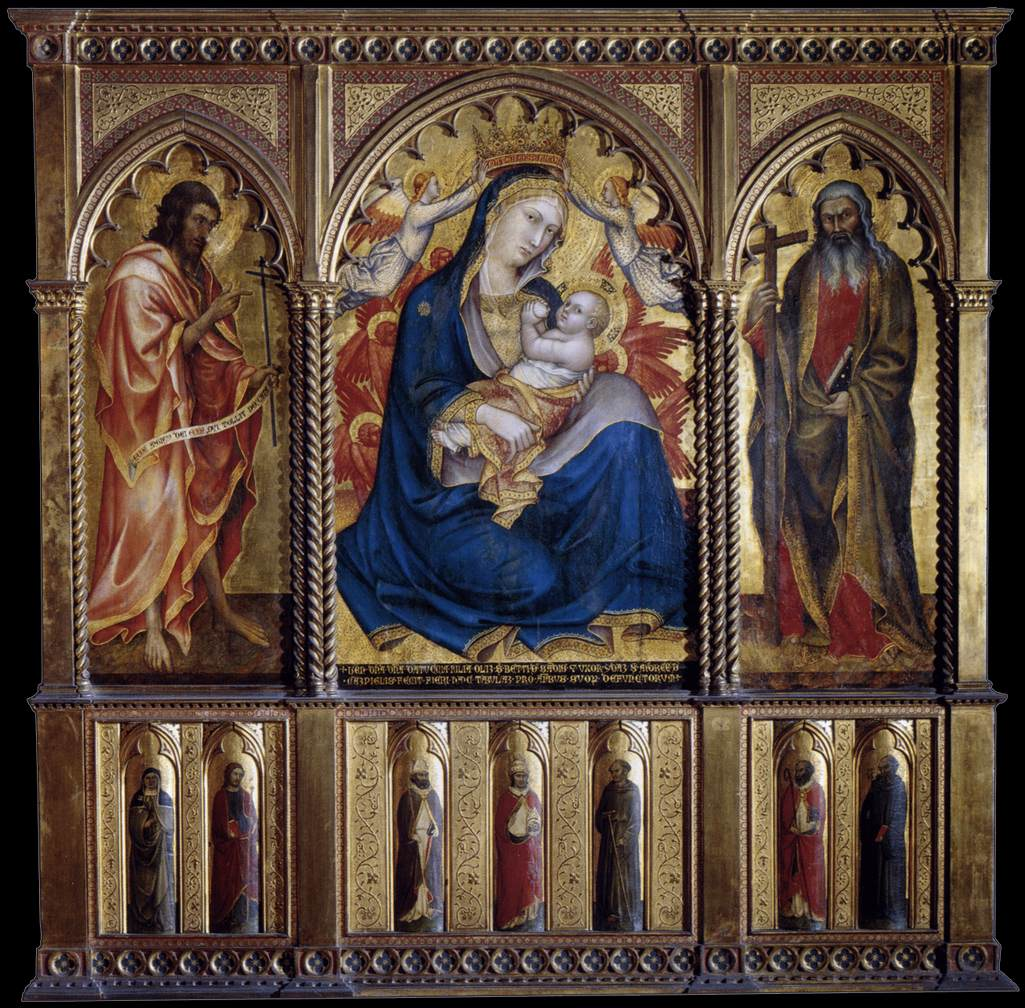
Таддео ді Бартоло, Богоматір з немовлям, Св. Іван Хреститель та Св. Андрій Першозванний, 1395 рік
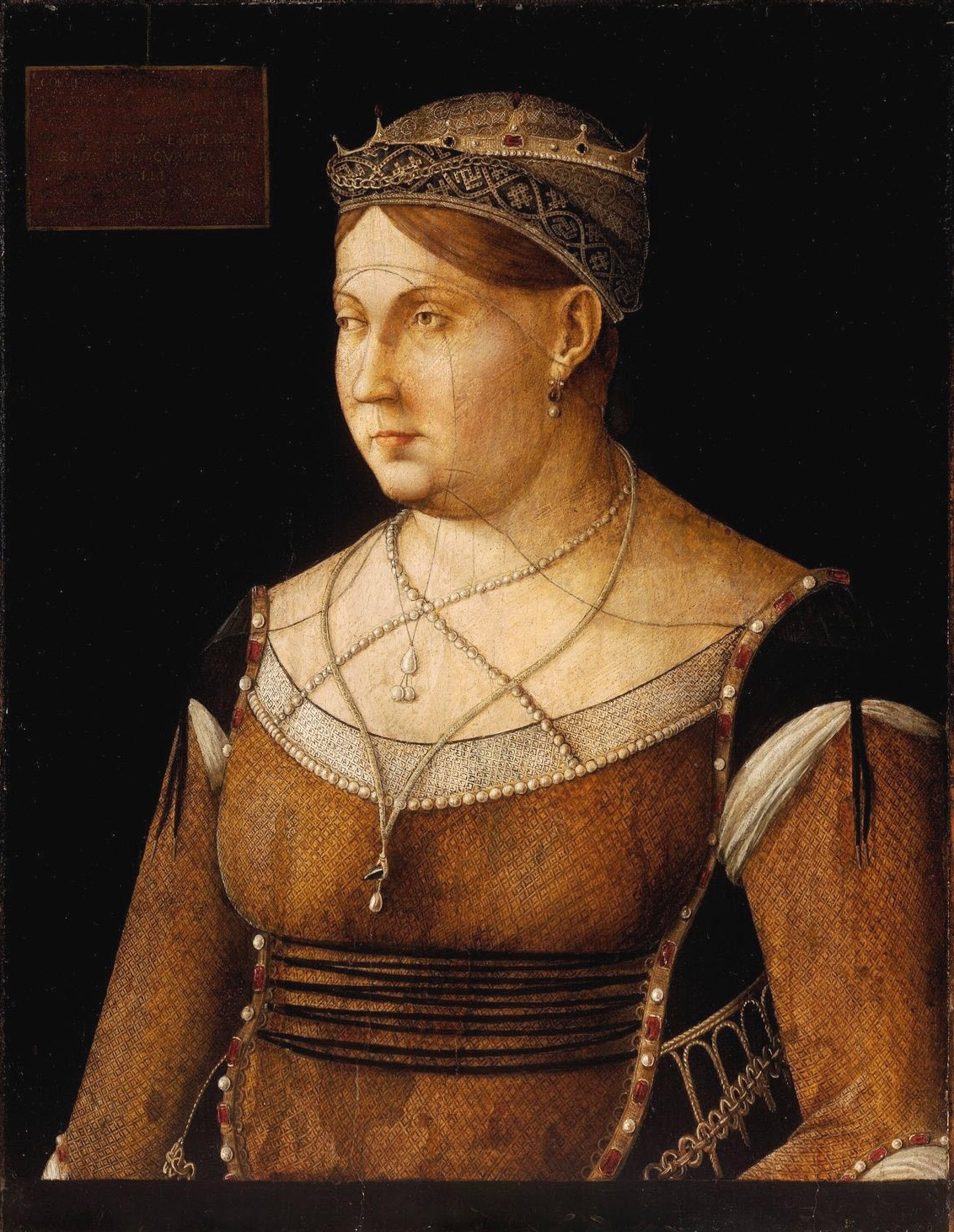
Джентілє Белліні Портрет Катирини Корнаро, королеви Кипру
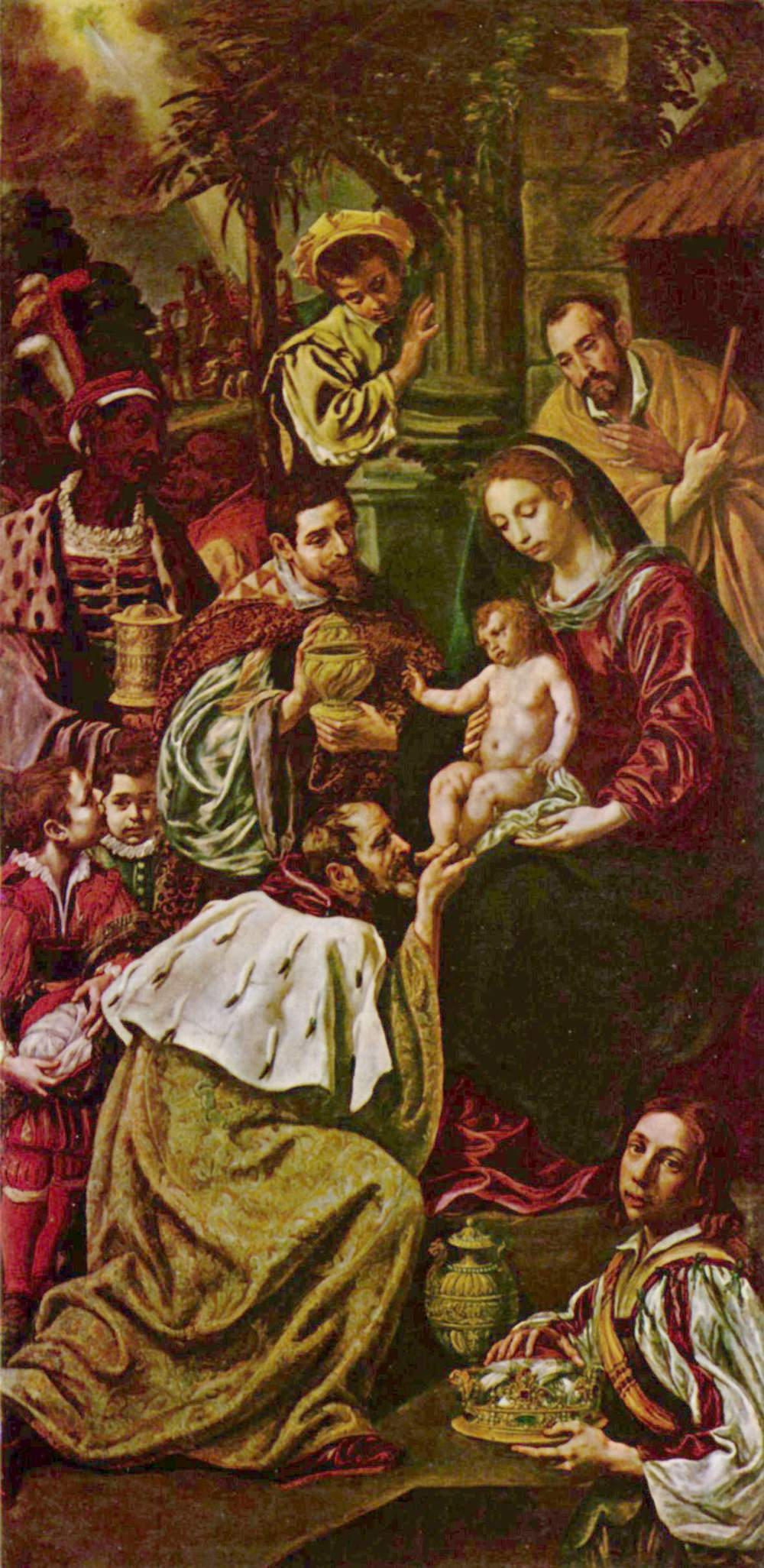
Луїс Трістан, Поклоніння волхвів
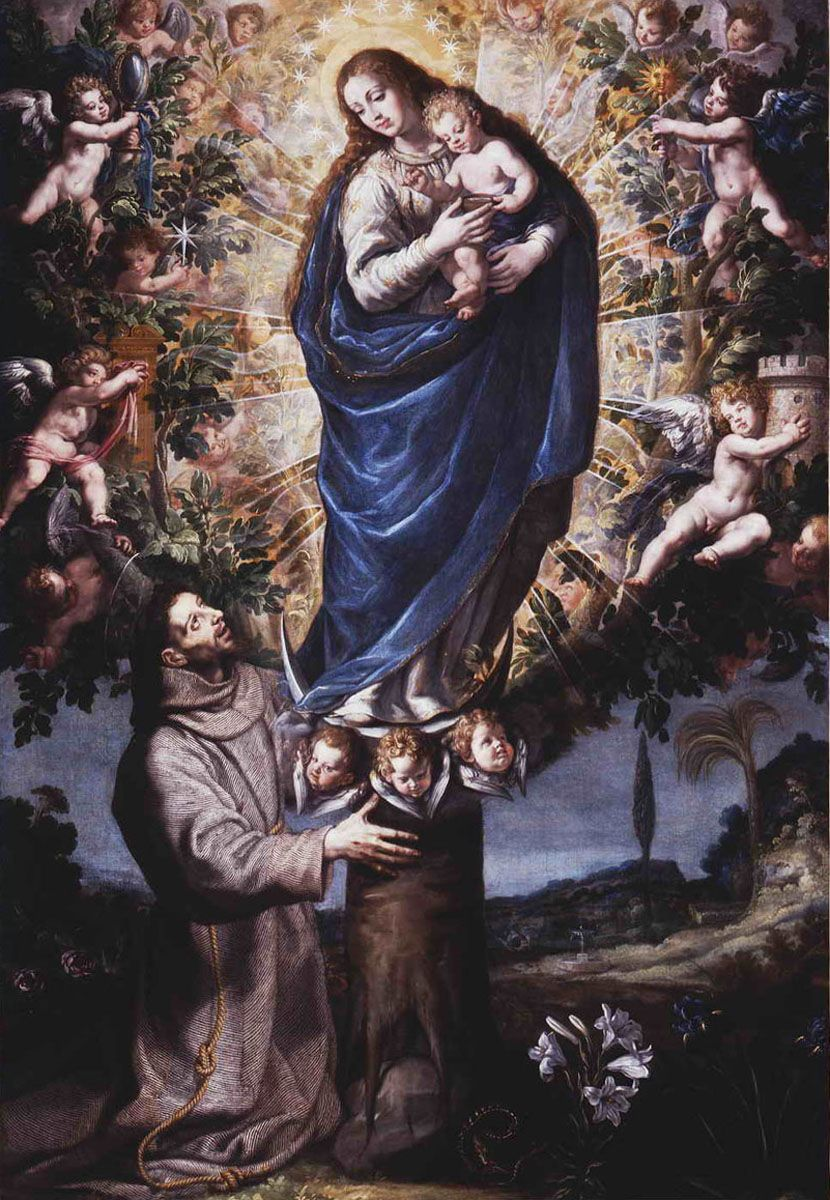
Вісенте Кардуччо. Видіння св. Франциска
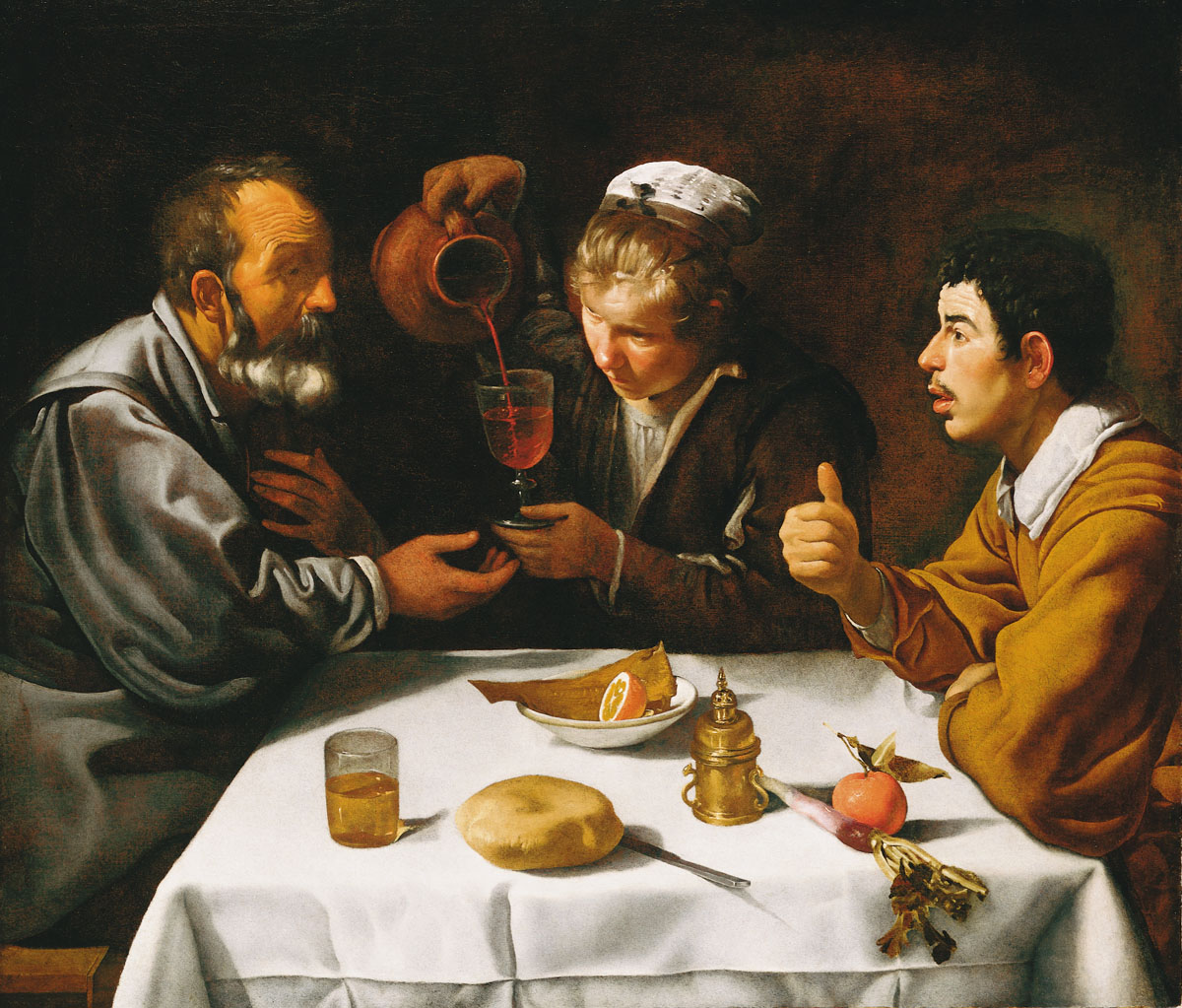
Веласкес, Сніданок
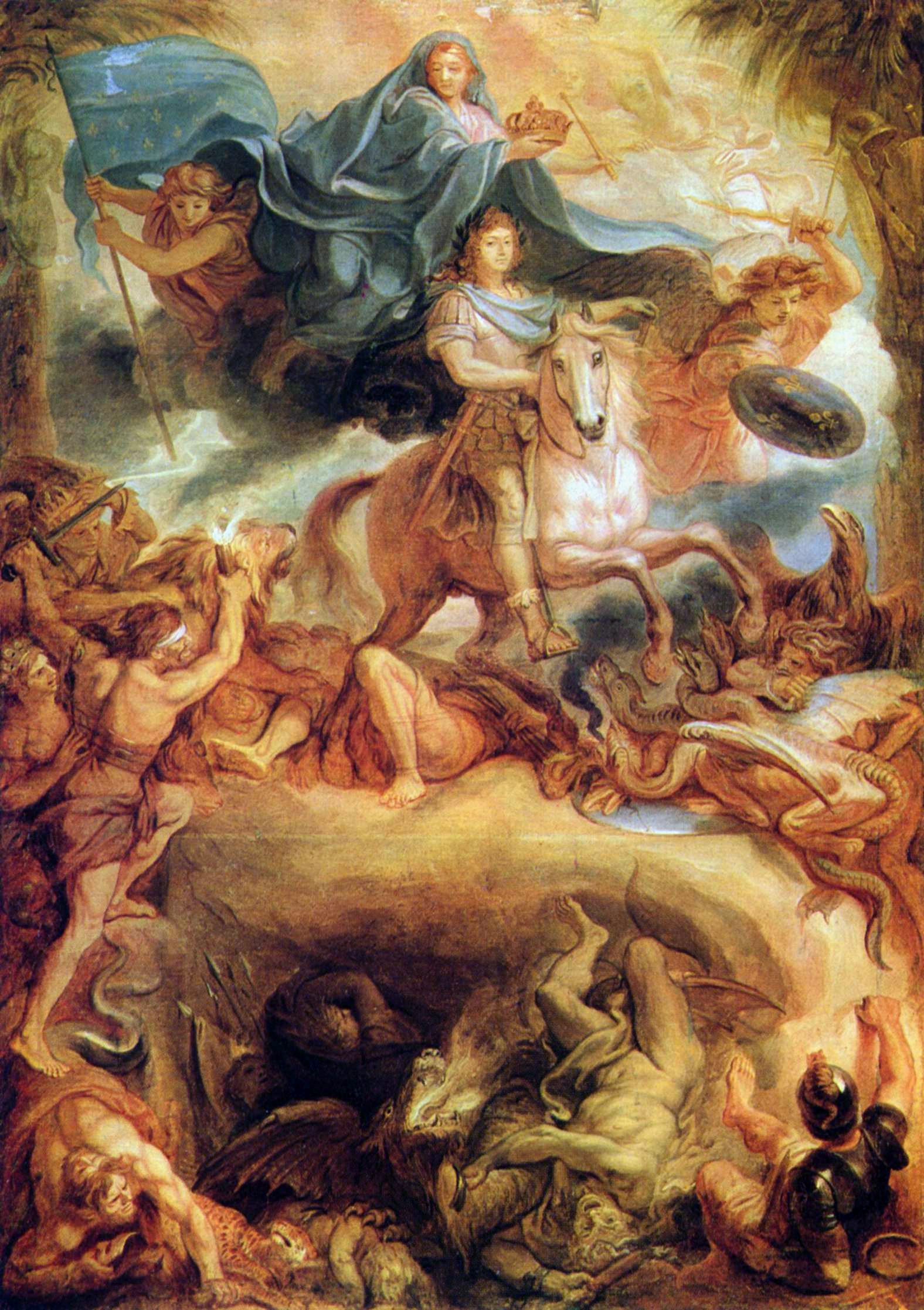
Шарль Лебрен, апофеоз короля Франції Луї 14-го
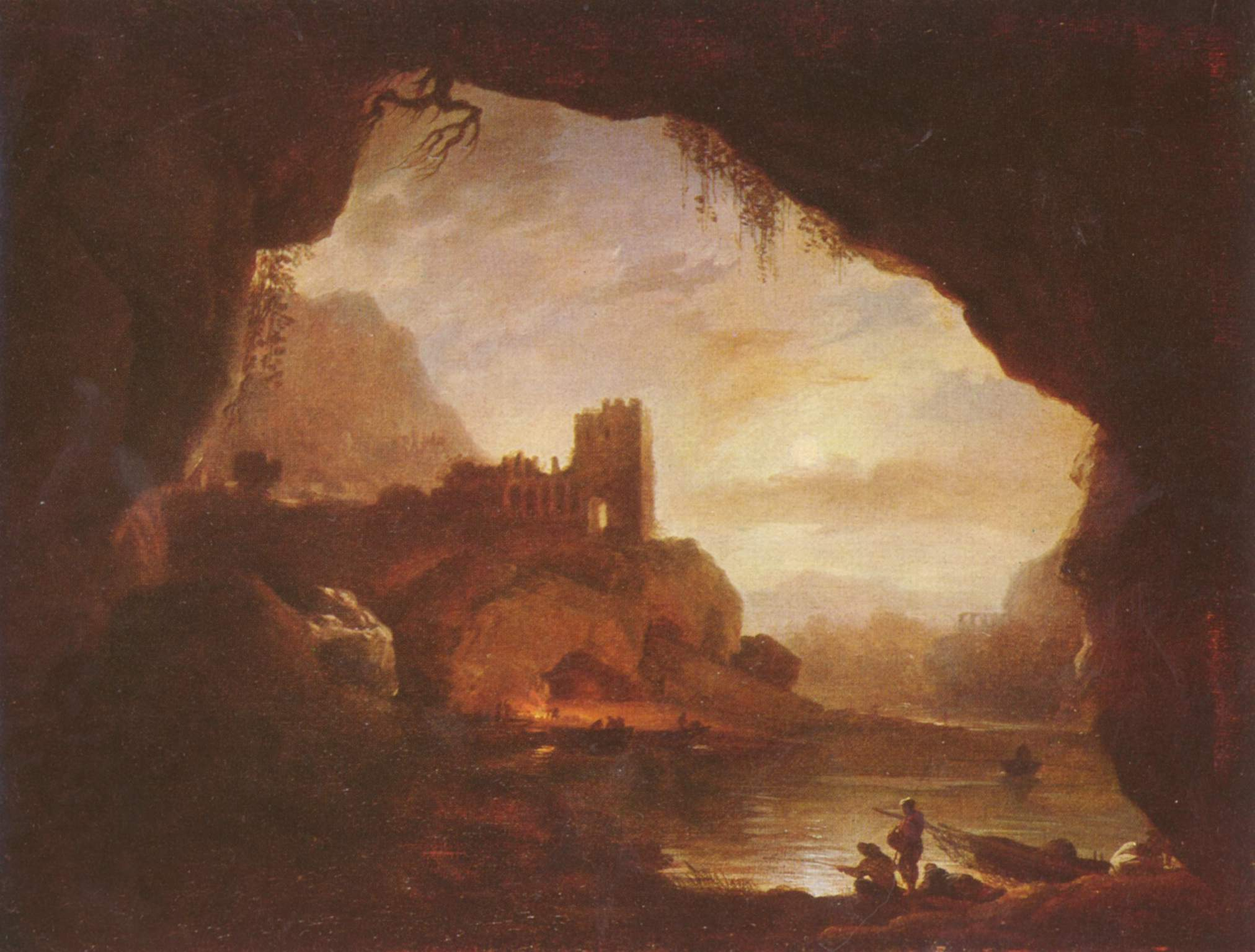
Клод-Жозеф Верне. Пейзаж
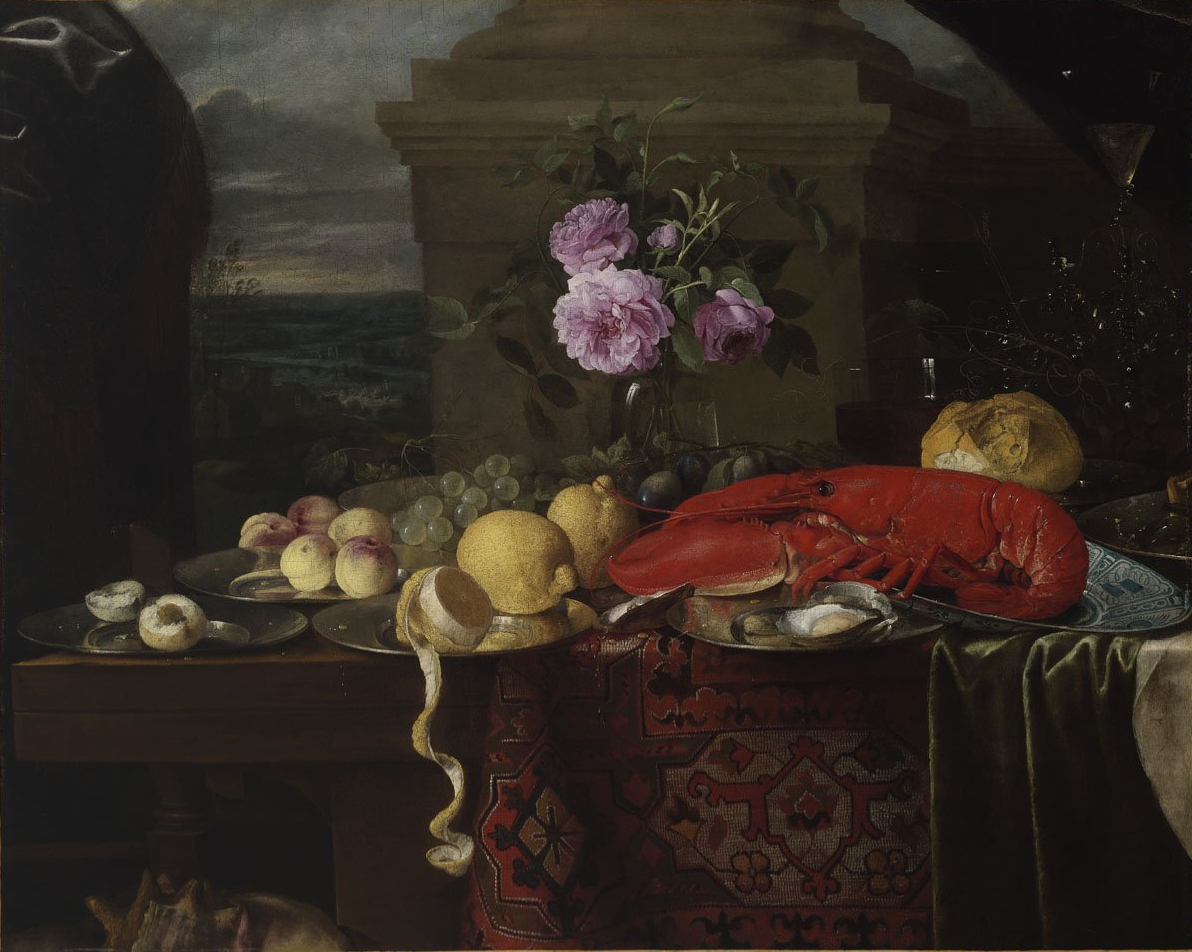
Ян ван ден Геке. «Натюрморт з фруктами, трояндами і омаром»
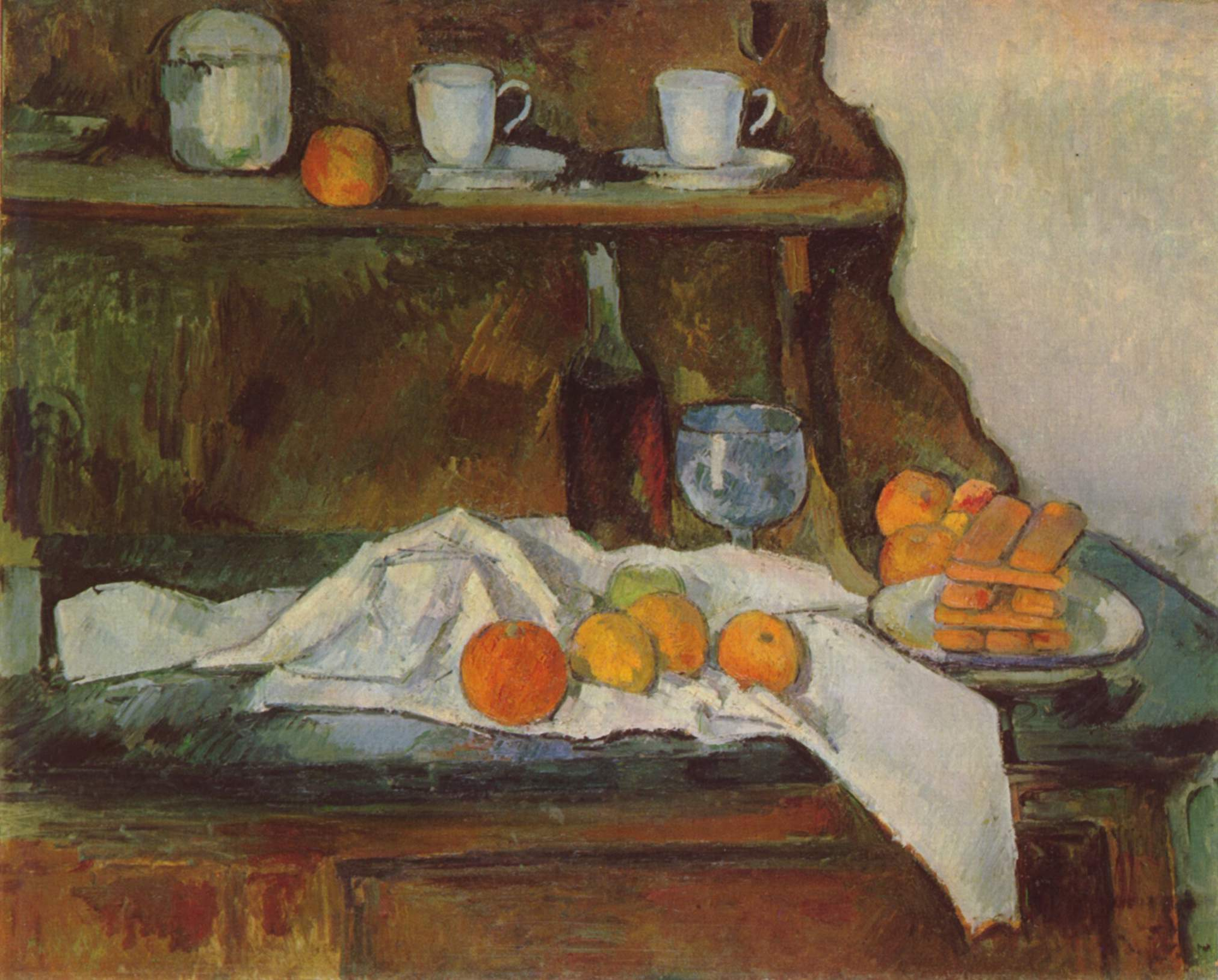
Поль Сезанн. Натюрморт